# Les Mées (Alpes-de-Haute-Provence)
Pour les articles homonymes, voir Mée (homonymie).
Les Mées (prononcer [le me] ou [le mɛs]), en provençal Lei Mèas, est une commune française située dans le département des Alpes-de-Haute-Provence, en région Provence-Alpes-Côte d'Azur.

## Géographie

### Localisation
Les Mées est une commune située dans la vallée de la Durance, en rive gauche, entre Sisteron et Manosque.

### Communes limitrophes
Les communes limitrophes des Mées sont situées dans trois cantons :
- dans le canton des Mées :
  - Le Castellet, Malijai, Oraison et Puimichel ;
- dans le canton de Peyruis (arrondissement de Forcalquier) :
  - Ganagobie, Lurs et Peyruis ;
- dans le canton de Volonne (arrondissement de Forcalquier) :
  - Château-Arnoux-Saint-Auban, L'Escale et Montfort.

### Géologie et relief
La superficie de la commune est de 6 540 hectares ; son altitude varie entre 348 et 824 mètres. Le bourg est situé à 410 m d’altitude.
La commune s’étend sur la vallée de la Durance et le rebord occidental du plateau de Valensole, dont le poudingue forme les curieuses formations géologiques appelées Pénitents.

### Hydrographie

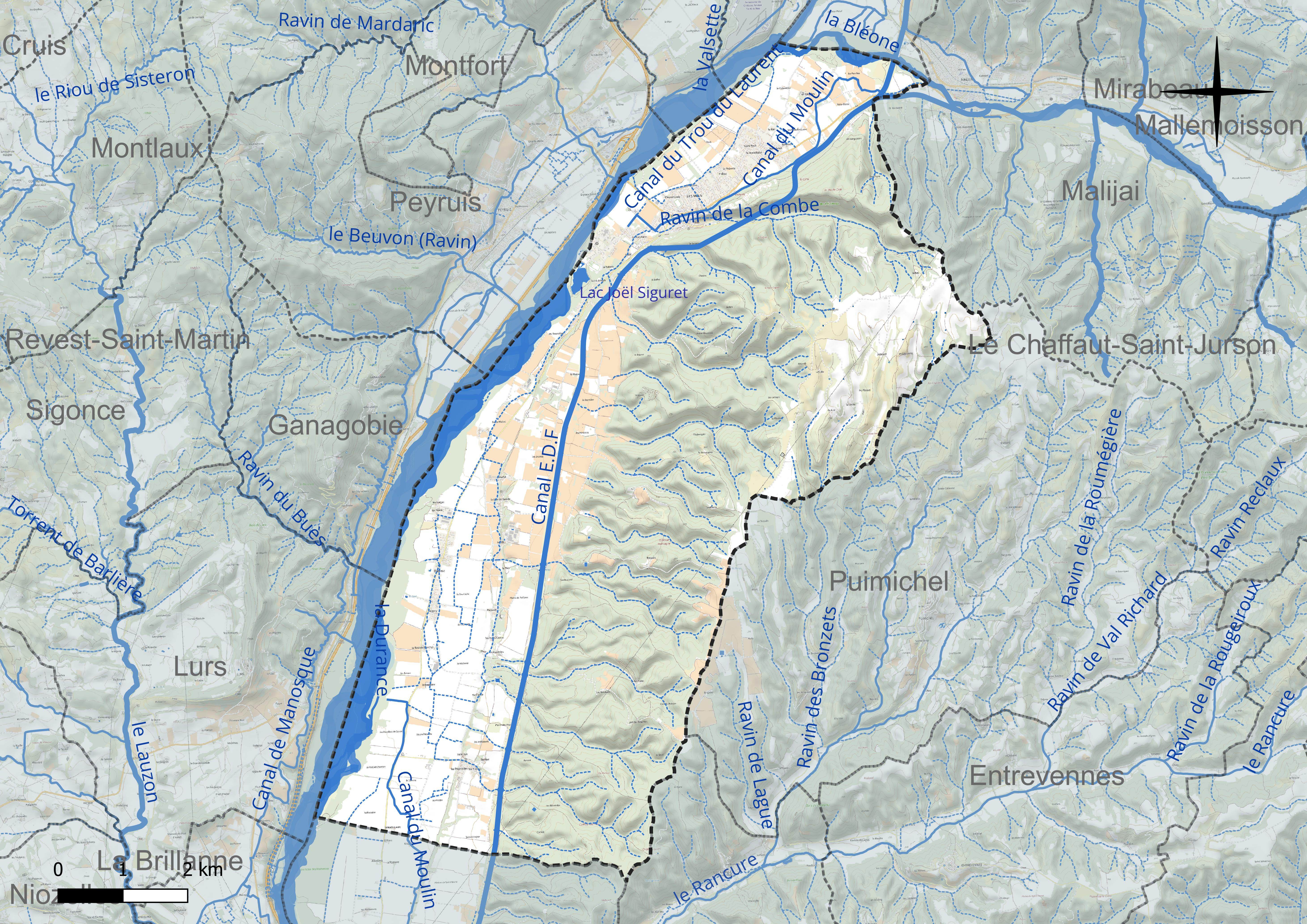
Carte hydrographique de la commune.

La commune est traversée par la Durance, l'un des affluents du fleuve le Rhône.

### Climat
Pour des articles plus généraux, voir Climat de Provence-Alpes-Côte d'Azur et Climat des Alpes-de-Haute-Provence.
En 2010, le climat de la commune est de type climat méditerranéen altéré, selon une étude du Centre national de la recherche scientifique s'appuyant sur une série de données couvrant la période 1971-2000. En 2020, Météo-France publie une typologie des climats de la France métropolitaine dans laquelle la commune est exposée à un climat de montagne ou de marges de montagne et est dans la région climatique Alpes du sud, caractérisée par une pluviométrie annuelle de 850 à 1 000 mm, minimale en été.
Pour la période 1971-2000, la température annuelle moyenne est de 12 °C, avec une amplitude thermique annuelle de 17,4 °C. Le cumul annuel moyen de précipitations est de 800 mm, avec 6,3 jours de précipitations en janvier et 4 jours en juillet. Pour la période 1991-2020, la température moyenne annuelle observée sur la station météorologique de Météo-France la plus proche, « Saint-Auban », sur la commune de Château-Arnoux-Saint-Auban à 8 km à vol d'oiseau, est de 13,4 °C et le cumul annuel moyen de précipitations est de 714,2 mm. 
La température maximale relevée sur cette station est de 42,2 °C, atteinte le 28 juin 2019 ; la température minimale est de −13,4 °C, atteinte le 10 janvier 1985,,.
Les paramètres climatiques de la commune ont été estimés pour le milieu du siècle (2041-2070) selon différents scénarios d'émission de gaz à effet de serre à partir des nouvelles projections climatiques de référence DRIAS-2020. Ils sont consultables sur un site dédié publié par Météo-France en novembre 2022.

## Urbanisme

### Typologie
Au 1er janvier 2024, Les Mées est catégorisée bourg rural, selon la nouvelle grille communale de densité à 7 niveaux définie par l'Insee en 2022.
Elle appartient à l'unité urbaine des Les Mées, une unité urbaine monocommunale constituant une ville isolée,. La commune est en outre hors attraction des villes,.

### Occupation des sols

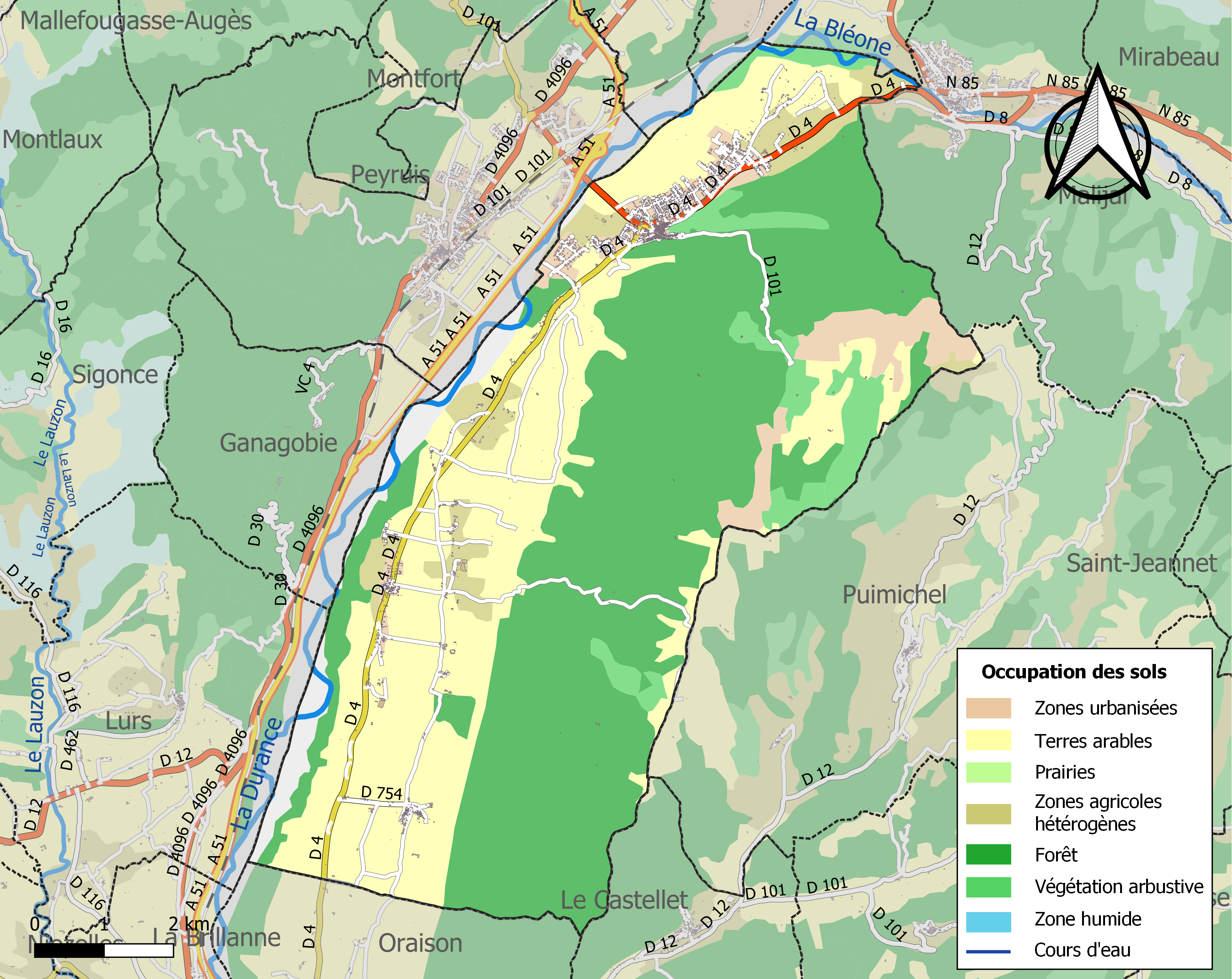
Carte de l'occupation des sols de la commune en 2018 (CLC).

L'occupation des sols de la commune, telle qu'elle ressort de la base de données européenne d’occupation biophysique des sols Corine Land Cover (CLC), est marquée par l'importance des forêts et milieux semi-naturels (56,7 % en 2018), en diminution par rapport à 1990 (57,7 %). La répartition détaillée en 2018 est la suivante : forêts (48,3 %), terres arables (25 %), cultures permanentes (6,9 %), zones agricoles hétérogènes (5,4 %), milieux à végétation arbustive et/ou herbacée (5,3 %), zones industrielles ou commerciales et réseaux de communication (3,2 %), espaces ouverts, sans ou avec peu de végétation (3,1 %), zones urbanisées (2,9 %).
L'évolution de l’occupation des sols de la commune et de ses infrastructures peut être observée sur les différentes représentations cartographiques du territoire : la carte de Cassini (XVIIIe siècle), la carte d'état-major (1820-1866) et les cartes ou photos aériennes de l'IGN pour la période actuelle (1950 à aujourd'hui).

### Lieux-dits, hameaux et écarts
Cette commune comporte de nombreux hameaux et lieux-dits, dans sa partie en aval sur la vallée de la Durance. Dabisse est le hameau le plus important, et possède une école ainsi qu'une salle municipale. Les Pourcelles, hameau plus excentré, possède une salle municipale mais n'a plus d'école depuis une trentaine d'années.

### Habitat et logement
En 2020, le nombre total de logements dans la commune était de 2 124, alors qu'il était de 1 924 en 2015 et de 1 921 en 2010.
Parmi ces logements, 80,4 % étaient des résidences principales, 4 % des résidences secondaires et 15,6 % des logements vacants. Ces logements étaient pour 85,4 % d'entre eux des maisons individuelles et pour 14,2 % des appartements.
Le tableau ci-dessous présente la typologie des logements aux Les Mées en 2020 en comparaison avec celle des Alpes-de-Haute-Provence et de la France entière. Une caractéristique marquante du parc de logements est ainsi une proportion de résidences secondaires et logements occasionnels (4 %) inférieure à celle du département (30,8 %) et à celle de la France entière (9,7 %). Concernant le statut d'occupation de ces logements, 58,3 % des habitants de la commune sont propriétaires de leur logement (58,3 % en 2015), contre 59,4 % pour les Alpes-de-Haute-Provence et 57,5 pour la France entière.
| Typologie                                               | Les Mées | Alpes-de-Haute-Provence | France entière |
| ------------------------------------------------------- | -------- | ----------------------- | -------------- |
| Résidences principales (en %)                           | 80,4     | 60,9                    | 82,1           |
| Résidences secondaires et logements occasionnels (en %) | 4        | 30,8                    | 9,7            |
| Logements vacants (en %)                                | 15,6     | 8,3                     | 8,2            |

### Risques naturels et technologiques
Aucune des 200 communes du département n'est en zone de risque sismique nul. Le canton des Mées est en zone 2 (sismicité moyenne) selon la classification déterministe de 1991, basée sur les séismes historiques, et en zone 4 (risque moyen) selon la classification probabiliste EC8 de 2011. La commune des Mées est également exposée à trois autres risques naturels :
- feu de forêt ;
- inondation (dans la vallée de la Durance) ;
- mouvement de terrain : la commune est presque entièrement concernée par un aléa moyen à fort[ddrm 2].

La commune des Mées est de plus exposée à plusieurs risques d’origine technologique :
- celui de rupture de barrage : en cas de rupture du barrage de Serre-Ponçon, toute la vallée de la Durance serait menacée par l’onde de submersion ;
- celui de transport de matières dangereuses, par route et par canalisations[ddrm 3] ;
  - la départementale RD 4 peut être empruntée par les transports routiers de marchandises dangereuses[ddrm 4] ;
  - le gazoduc servant à alimenter Digne en gaz naturel traverse la commune et constitue donc un facteur de risque supplémentaire[ddrm 5] ;
- le risque industriel : la commune est menacée par les accidents qui surviennent à l’usine Arkema de Saint-Auban, classée Seveso seuil haut[ddrm 6].

Le plan de prévention des risques naturels prévisibles (PPR) de la commune a été approuvé en 2006 pour les risques d’inondation et de mouvement de terrain et le Dicrim existe depuis 2010. De plus, la commune est incluse dans le périmètre du plan particulier d'intervention de l’usine Arkema.
La commune a été l’objet de plusieurs arrêtés de catastrophe naturelle pour des inondations et des coulées de boue, en 1990 et 1994. Un seul des tremblements de terre ressentis dans la commune atteint une intensité macro-sismique ressentie de V sur l’échelle MSK (dormeurs réveillés, chutes d’objets). C’est celui du 22 octobre 1963, dont l’épicentre était situé à Malijai,.
Le 2 décembre 2019, un des « Pénitents » de la commune, un de ces grands rochers de 3 000 m3 environ qui surplombent le village s'est effondré, selon la préfecture qui met en avant les conditions météorologiques très défavorables des derniers jours, une partie du terrain est devenu instable. L'incident est survenu vers 16 h 15 faisant au moins deux blessés et a provoqué la destruction de trois maisons et deux autres sont susceptibles d'avoir été endommagées. Une importante rupture de gaz et d'électricité a été provoquée par l'éboulement. La préfecture évoque une cinquantaine de sapeurs-pompiers mobilisés avec des maîtres-chien. Les opérations de secours sont menées en concertation avec les services de RTM (restauration des terrains en montagne) ainsi que les équipes de GRDF et d'Enedis,.

## Toponymie
Les Romains nommaient les colosses de pierres "Métae" (Cône en géologie, pyramides, bornes). Le nom du village, tel qu’il apparaît pour la première fois dans les textes au XIe siècle (Metas), est interprété de différentes manières :
- une francisation de l’occitan meya, qui signifie meule de blé, pour désigner les Pénitents, selon Ernest Nègre[22] (interprétation signalée en outre par Jacques Astor, qui y voit le provençal alpin mèias, meules de foin ou de blé[23]) ;
- metas, les bornes, en référence aux Pénitents, selon les Fénié et Daniel Thiery[24],[25].

Au XXe siècle, les habitants de la région prononçaient les Mès (avec un s sonore). L'amuïssement de la finale, amorcé dès les années 1960, domine nettement aujourd'hui (2004) : on dit actuellement les Mé[réf. nécessaire].

## Histoire

### Moyen Âge
La localité apparaît pour la première fois dans les chartes au XIe siècle : Metas et Las Medas en 1098. L’abbaye Saint-Victor de Marseille y possédait, au XIe siècle, le prieuré Saint-Antoine. L’abbaye de Boscodon y possédait le prieuré de Paillerols à partir du XIIe siècle. Après le XVe siècle, les moines n’y sont plus présents, et le prieuré est transformé en exploitation agricole. L’abbaye de Boscodon possédait aussi le prieuré Saint-Blaise (actuelle chapelle Saint-Honoré). Le prieuré de Ganagobie y possédait la chapelle Saint-Michel, et percevait les revenus afférents.
Une place forte se constitue au Moyen Âge. Elle a ses syndics au XIIIe siècle. Le fief des Mées est acheté par le comte de Provence en 1345, avant d'être intégré à la vicomté de Valernes en 1353 ; puis, du XIVe au XVIe siècle, le fief est partagé entre Montfort et Beaufort. La communauté relevait de la baillie de Digne. Un consulat lui est accordé en 1560[réf. nécessaire].
Le canal du Moulin est creusé au XIIe siècle. Il permet d’irriguer la plaine jusqu'à Oraison. Un bac permettant de traverser la Durance est attesté en 1348. Également à la fin du Moyen Âge, un péage est prélevé sur la route allant vers la vallée de la Bléone et Digne, qui était très fréquentée et avait été interdite aux marchands du comté de Forcalquier par le comte. La richesse de la commune venait également de la production de l’huile d’olive : l’église était appelée Sainte-Marie-de-l’Huile ou Sainte-Marie-de-l’Olivier.
En 1348, la reine Jeanne, chassée de son royaume de Naples, se réfugie en Provence. Pour reconquérir ses États napolitains, elle vend Avignon au pape pour 80 000 florins, et obtient au passage l'absolution pontificale la lavant de tout soupçon dans le meurtre de son premier époux André de Hongrie. Reconnaissante, elle offre à Guillaume II Roger, frère du pape, le fief de Valernes, qui est érigé en vicomté par lettres patentes en 1350. La nouvelle vicomté comprend alors les communautés de Bayons, Vaumeilh, la Motte, Bellaffaire, Gigors, Lauzet, les Mées, Mézel, Entrevennes et le Castellet, avec leurs juridictions et dépendances.

### Temps modernes
La famille Beaufort-Canillac, qui possède la seigneurie des Mées, vit en Auvergne et est représentée par un intendant considéré comme très sévère, d’où une lutte ancienne du village pour racheter des droits au seigneur, et ainsi diminuer la pression fiscale :
- en 1519, rachat des moulins, des fours, du droit de dérivation des eaux, des terres vaines ;
- en 1551, rachat des terres censives ;
- en 1592, rachat du droit de juridiction directe, des droits de péage, du château (en ruines) ;
- en 1660, rachat du moulin à farine[33]. La commune possédait également la moitié des droits du bac, et en percevait les revenus[34].

En 1571, la communauté engage Adam de Craponne pour construire une nouvelle prise d’eau sur la Bléone alimentant le canal d’irrigation. Les terres du bord de la Durance et de la Bléone appartenaient à l’Église (plusieurs centaines d’hectares) et étaient irriguées (par les eaux du canal du Moulin). Afin de maintenir son influence, elle entretient jusqu'à 18 prêtres dans le village. La Réforme connaît un certain succès aux Mées et une partie des habitants se convertissent. Malgré les guerres de Religion, une communauté protestante se maintient au XVIIe siècle autour de son temple, grâce à l’édit de Nantes (1598). Mais les pressions de toutes sortes, venues du Parlement et de l’évêque, entraînèrent sa disparition avant le début du règne personnel de Louis XIV (1660). En 1649, lors de la Fronde, le village se révolte en soutien au parlement de Provence ; il est maté par un régiment de cavalerie de Digne et paie 6 000 livres d’amende. Une foire s’y tenait au XVIIIe siècle.
Bien qu’aucune source n’atteste l’existence d’une loge maçonnique aux Mées avant la Révolution, il existait une « chambrée » réunissant la bonne société.

### Révolution française et Empire
Peu avant la Révolution française, l’agitation monte. Outre les problèmes fiscaux présents depuis plusieurs années, la récolte de 1788 est mauvaise et l’hiver 1788-89 très froid. L’élection des États généraux de 1789 est préparée par celles des États de Provence de 1788 et de janvier 1789, contribuant à faire ressortir les oppositions politiques de classe et à provoquer une certaine agitation.
C’est au moment de la rédaction des cahiers de doléances, fin mars, qu’une vague insurrectionnelle secoue la Provence. Une émeute se produit aux Mées le 25 mars, causée par la cherté des grains. Un groupe de paysans (dont des paysans aisés, des ménagers), auxquels se joignent d’autres pauvres> se rassemble et menace verbalement les possédants assez violemment, mais aucun passage à l’acte n’est relevé. Une deuxième émeute a lieu le 26 avril où, de la même manière, on parle de mettre à mort les bourgeois, on bouscule un gendarme, mais là aussi aucun blessé n’est relevé. Dans un premier temps, la réaction consiste dans le rassemblement d’effectifs de la maréchaussée sur place. Puis des poursuites judiciaires sont diligentées, mais n’aboutissent pas, la prise de la Bastille comme les troubles de la Grande peur provoquant, par mesure d’apaisement, une amnistie début août.
Lorsque la Révolution française, la nouvelle de la prise de la Bastille est accueillie favorablement, mais provoque un phénomène de peur collective d’une réaction aristocratique. Localement, la Grande Peur, venant de Tallard et appartenant au courant de la « peur du Mâconnais », atteint la région de La Motte le soir du 31 juillet 1789. Les consuls de la communauté sont prévenus qu’une troupe de cinq à 6 000 brigands se dirige vers la Haute-Provence après avoir pillé le Dauphiné. De l’autre côté, une colonne de Piémontais remonterait la vallée de la Durance après avoir approché de Mallemort, pillé Cadenet et attaqué le bac de Pertuis. Les consuls font lever une milice de 400 hommes et surveiller les bacs du Loup (des Mées à Ganagobie) et de La Brillanne.
Dès le 2 août, l’affolement retombe, les faits divers à l’origine des rumeurs étant éclaircis. Mais un changement important a eu lieu : les communautés se sont armées, organisées pour se défendre et défendre leurs voisins. Un sentiment de solidarité est né à l’intérieur des communautés et entre communautés voisines, et les consuls décident de maintenir les gardes nationales. Aussitôt la peur retombée, les autorités recommandent toutefois de désarmer les ouvriers et les paysans sans terre, pour ne conserver que les propriétaires dans les gardes nationales.
Durant la Révolution, la société patriotique de la commune y est créée pendant l’été 1792. Elle accueille la première assemblée générale des sociétés populaires du département les 14 et 15 juillet 1792. La chapelle Saint-Roch est vendue comme bien national.
En mars 1793, vingt volontaires sont envoyés à l’armée : la commune donne 500 livres à chacun. En 1792-1793, la section des Mées est contrôlée par les fédéralistes. En relation avec la section de Marseille, elle diffuse les idées des Girondins, jusqu'à leur proscription le 31 mai 1793 et l’écrasement de l’insurrection fédéraliste en juillet. Le conseil municipal est dissous en 1798.

### Époque contemporaine

#### XIXesiècle

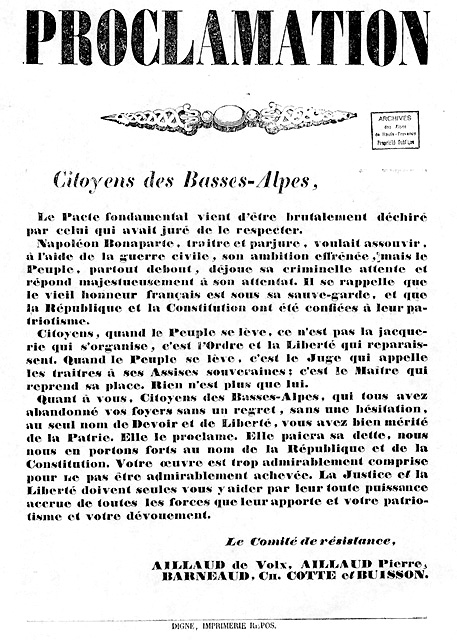
Proclamation contre le coup d'État de 1851 dans les Basses Alpes.

De ce passé autonomiste et progressiste, la ville tire une solide tradition républicaine, et résiste au coup d'État du 2 décembre 1851. Lors des opérations militaires de la résistance au coup d’État, André Ailhaud dit Ailhaud de Volx choisit d’affronter les troupes de Bonaparte aux Mées, certain du soutien de ses habitants, et y remporte une victoire le 8 décembre, après laquelle les insurgés se dispersent. Après l’échec de l’insurrection, une sévère répression poursuit ceux qui se sont levés pour défendre la République : 22 habitants des Mées sont traduits devant la commission mixte, la majorité étant condamnés à la déportation en Algérie.
Comme de nombreuses communes du département, Les Mées se dote d’écoles bien avant les lois Jules Ferry : en 1863, elle en possède deux, installées au chef-lieu et au village de Dabisse, qui dispensent une instruction primaire aux garçons. Aucune instruction n’est donnée aux filles : ni la loi Falloux (1851), qui impose l’ouverture d’une école de filles aux communes de plus de 800 habitants, ni la première loi Duruy (1867), qui abaisse ce seuil à 500 habitants, ne sont appliquées par la commune, et ce n’est qu’avec les lois Ferry que les filles d’Allons sont régulièrement scolarisées.

#### Seconde Guerre mondiale
Pendant la Seconde Guerre mondiale, en décembre 1940, un camp ouvre aux Mées pour accueillir deux groupements de travailleurs étrangers (GTE), internant et soumettant au travail forcé des étrangers jugés indésirables par la Troisième République et par Vichy. Les deux GTE sont les 203e et 702e. Une des deux compagnies internait des Républicains espagnols, l’autre des étrangers. Un détachement de 70 hommes était interné à Forcalquier, un autre travaillait à la mine de charbon de Sigonce. Ce camp ne ferme qu’à la Libération.
Jehan Dienne, patron de la « Scierie des pénitents » et sa femme Marie-Jeanne, avec sa belle-mère Elizabeth Roubinet, sauvent des juifs de la déportation, et ont été pour cette raison distingués comme Juste parmi les nations.
La Libération des Mées est marquée par le passage d’une colonne de la 36e division d’infanterie (US), le 19 août 1944, venant de Riez par la vallée de la Durance.

## Politique et administration

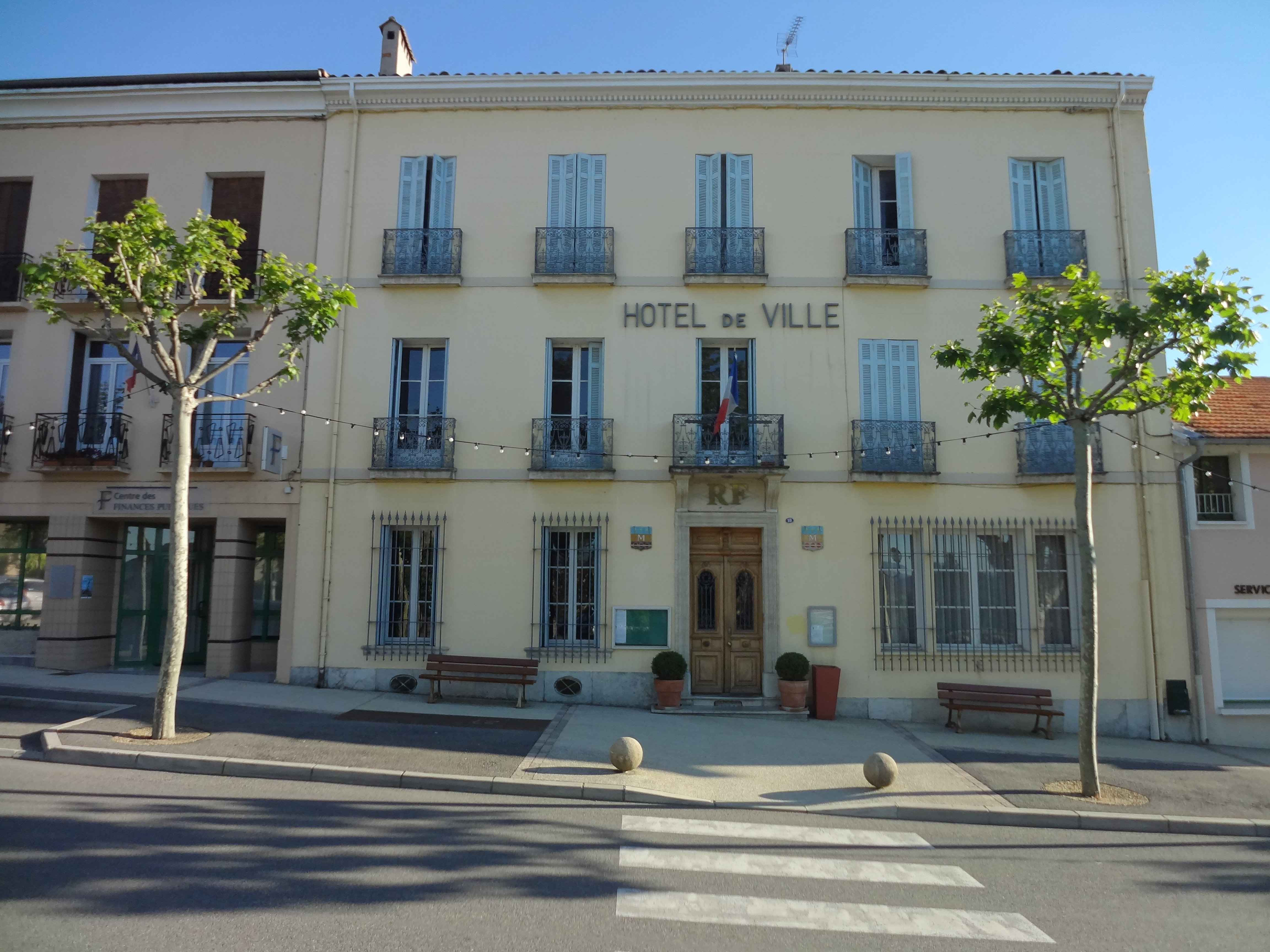
L'hôtel de ville des Mées.

### Rattachements administratifs et électoraux

#### Rattachements administratifs
La commune se trouve dans l'arrondissement de Digne-les-Bains du département des Alpes-de-Haute-Provence.
Elle était depuis 1793 le chef-lieu du canton des Mées. Dans le cadre du redécoupage cantonal de 2014 en France, cette circonscription administrative territoriale a disparu, et le canton n'est plus qu'une circonscription électorale.

#### Rattachements électoraux
Pour les élections départementales, la commune fait partie depuis 2014 du canton d'Oraison.
Pour l'élection des députés, elle fait partie de la première circonscription des Alpes-de-Haute-Provence.

### Intercommunalité
Les Mées était, en 2011, l'une des treize communes du département à n'être rattachée à aucun établissement public de coopération intercommunale (EPCI) à fiscalité propre.
À la suite du schéma départemental de coopération intercommunale de 2011 établi par la préfecture, prévoyant « la couverture intégrale du territoire par des EPCI à fiscalité propre », la commune a fait partie, de 2013 à 2016, de la communauté de communes de la Moyenne Durance, (EPCI) à fiscalité propre créé fin 2001 et auquel la commune avait transféré un certain nombre de ses compétences, dans les conditions déterminées par le code général des collectivités territoriales
Dans le cadre des dispositions de la loi portant nouvelle organisation territoriale de la République du 7 août 2015, qui prévoit que les établissements publics de coopération intercommunale (EPCI) à fiscalité propre doivent avoir un minimum de 15 000 habitants, cette intercommunalité a fusionné avec ses voisines pour former, le 1er janvier 2017, la communauté d'agglomération dénommée Provence-Alpes Agglomération, dont est désormais membre la commune.

### Tendances politiques et résultats
Au second tour des élections municipales de 2014 dans les Alpes-de-Haute-Provence, la liste PCF-PS-EELV menée par le maire sortant Gérard Paul obtient la majorité des suffrages exprimés, avec 866 voix (49,91 %, 21 conseillers municipaux élus dont 5 communautaires), devançant largement celles menées respectivement par : 
- Max Eymard (PS, 617 voix, 35,56 %, 4 conseillers municipaux élus dont 1 communautaire) ;
- Brigitte Proust (DVD, 252 voix 14,52 %, 2 conseillers municipaux élus).

Lors de ce scrutin, 31,12 % des électeurs se sont abstenus
Au premier tour des élections municipales de 2020 dans les Alpes-de-Haute-Provence, la liste PCF menée par le maire sortant Gérard Paul a obtenu la majorité absolue des suffrages exprimés, avec 773 voix (51,43 %, 21 conseillers municipaux élus dont 4 communautaires), devançant de 43 voix celle PS menée par Max Eymard, qui a recueilli 730 voix (48,56 %, 6 conseillers municipaux élus dont 1 communautaire).

Lors de ce scrutin marqué par la pandémie de Covid-19 en France, 42,26 % des électeurs se sont abstenus.

### Liste des maires
| Période                                  | Période                        | Identité                  | Étiquette | Qualité |
| ---------------------------------------- | ------------------------------ | ------------------------- | --------- | --- |
| Les données manquantes sont à compléter. |                                |                           |           | |
|                                          |                                |                           |           | |
|                                          |                                | Paul Bourelly             |           | |
|                                          |                                |                           |           | |
| vers 1800                                |                                | M. Salvator               |           | |
|                                          |                                |                           |           | |
|                                          |                                | Henri Raybaud-Lange       |           | Directeur de la ferme-école Conseiller général des Mées (1852 → 1871)                                         |
|                                          |                                |                           |           | |
| avril 1873                               | août 1874                      | Jean Louis Guichard       |           | |
| septembre 1874                           | février 1878                   | Joesph Louis Arnoux       |           | |
| mars 1878                                | avril 1882                     | Gabriel Arnoux            |           | |
| mai 1882                                 | décembre 1885                  | Elie Jules Richaud        |           | |
| janvier 1886                             | mai 1892                       | Jean-Pierre Natal Martin  |           | |
| juin 1892                                | avril 1900                     | Pierre Paul Jugy          |           | |
| mai 1900                                 | avril 1904                     | A. De Bigault de Casanove |           | |
|                                          |                                |                           |           | |
| 1921                                     | 1928                           | Jean-Louis Chaix          |           | |
|                                          |                                |                           |           | |
|                                          |                                | Eugène Manuel             | Droite    | Conseiller d'arrondissement des Mées (1910 → ?) Nommé conseiller départemental en 1943 par le Régime de Vichy |
| mai 1945                                 |                                | René Richaud,             | PCF       | Percepteur Conseiller général des Mées (1945 → 1951)                                                          |
|                                          |                                |                           |           | |
|                                          | mars 1971                      | Maurice Bouvet            |           | Conseiller général des Mées (? → 1971)                                                                        |
| mars 1971                                | février 2012                   | Raymond Philippe          | PCF       | Ancien ouvrier Conseiller général des Mées (1970 → 1982) Démissionnaire                                       |
| février 2012                             | juillet 2023                   | Gérard Paul               | PCF       | Cadre retraité, ancien adjoint Démissionnaire                                                                 |
| juillet 2023                             | En cours (au 30 novembre 2023) | Frédéric Puech            | PCF       | Ancien formateur, ancien adjoint                                                                              |

## Équipements et services publics

### Enseignement

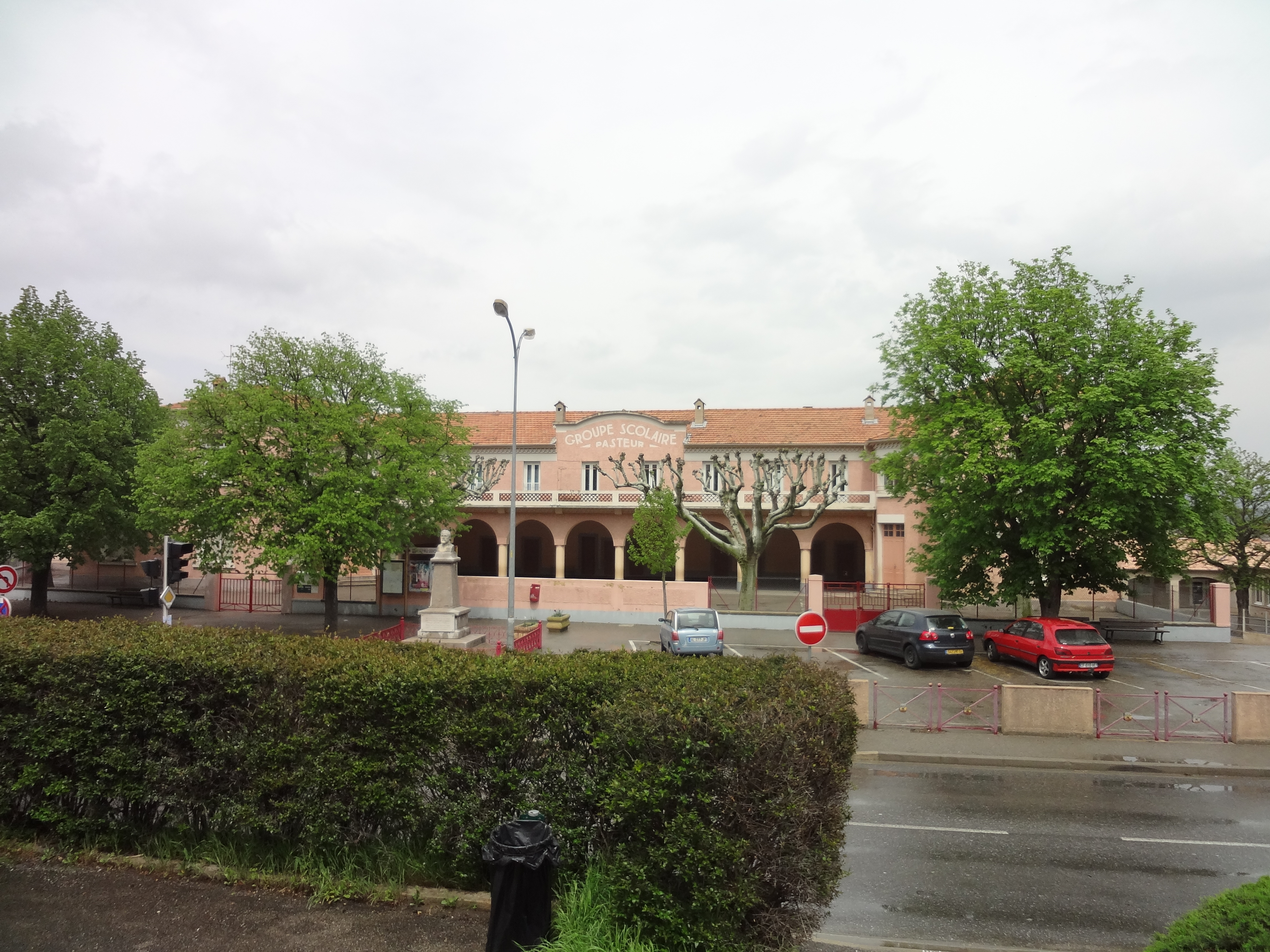
Façade de l’école primaire.

Les Mées est située dans l'académie d'Aix-Marseille.
En 2012-2013, elle administre trois écoles communales : une école maternelle de 118 élèves et deux écoles élémentaires, l'une de 69 élèves et l'autre de 180 élèves.

### Justice, sécurité, secours et défense
Les Mées relève du tribunal d'instance de Digne-les-Bains, du tribunal de grande instance de Digne-les-Bains, de la cour d'appel d'Aix-en-Provence, du tribunal pour enfants de Digne-les-Bains, du conseil de prud'hommes de Digne-les-Bains, du tribunal de commerce de Manosque, du tribunal administratif de Marseille et de la cour administrative d'appel de Marseille.
Une brigade de gendarmerie chef-lieu de communauté est implantée aux Mées.

## Population et société
Les habitants sont appelés les Méens.

### Démographie
L'évolution du nombre d'habitants est connue à travers les recensements de la population effectués dans la commune depuis 1765. Pour les communes de moins de 10 000 habitants, une enquête de recensement portant sur toute la population est réalisée tous les cinq ans, les populations de référence des années intermédiaires étant quant à elles estimées par interpolation ou extrapolation. Pour la commune, le premier recensement exhaustif entrant dans le cadre du nouveau dispositif a été réalisé en 2007.

En 2022, la commune comptait 3 992 habitants, en évolution de +7,89 % par rapport à 2016 (Alpes-de-Haute-Provence : +2,84 %, France hors Mayotte : +2,11 %).
| 1765  | 1793  | 1806  | 1821  | 1831  | 1836  | 1841  | 1846  | 1851  |
| ----- | ----- | ----- | ----- | ----- | ----- | ----- | ----- | ----- |
| 2 014 | 1 805 | 2 209 | 2 146 | 2 129 | 2 082 | 2 030 | 1 950 | 1 983 |

| 1856  | 1861  | 1866  | 1872  | 1876  | 1881  | 1886  | 1891  | 1896  |
| ----- | ----- | ----- | ----- | ----- | ----- | ----- | ----- | ----- |
| 1 964 | 2 030 | 2 116 | 2 165 | 2 214 | 2 124 | 2 034 | 1 993 | 1 922 |

| 1901  | 1906  | 1911  | 1921  | 1926  | 1931  | 1936  | 1946  | 1954  |
| ----- | ----- | ----- | ----- | ----- | ----- | ----- | ----- | ----- |
| 1 924 | 1 753 | 1 783 | 1 491 | 1 449 | 1 451 | 1 390 | 1 542 | 1 566 |

| 1962  | 1968  | 1975  | 1982  | 1990  | 1999  | 2006  | 2007  | 2012  |
| ----- | ----- | ----- | ----- | ----- | ----- | ----- | ----- | ----- |
| 2 370 | 2 063 | 2 128 | 2 275 | 2 601 | 2 925 | 3 352 | 3 413 | 3 548 |

| 2017  | 2022  | - | - | - | - | - | - | - |
| ----- | ----- | - | - | - | - | - | - | - |
| 3 735 | 3 992 | - | - | - | - | - | - | - |

| 1315     | 1471    |
| -------- | ------- |
| 230 feux | 84 feux |

### Vie associative
L'association « Les Amis des Mées », dont le but est de favoriser les recherches sur l'histoire locales des Mées et de ses environs.

### Cultes
Les fidèles catholiques de la commune relèvent de la paroisse Notre-Dame de l'Olivier au sein du secteur pastoral « Malijai - Les Mées - Lurs - Peyruis » du diocèse de Digne, Riez et Sisteron. Cette paroisse dispose de deux lieux de culte aux Mées : l'église paroissiale et la chapelle de Dabisse

## Économie

### Revenus de la population et fiscalité
En 2011, le revenu fiscal médian par ménage était de 24 945 €, ce qui plaçait Les Mées au 24 919e rang parmi les 31 886 communes de plus de 49 ménages en métropole.
En 2009, 55,0 % des foyers fiscaux n'étaient pas imposables.

### Emploi
En 2009, la population âgée de 15 à 64 ans s'élevait à 2 328 personnes, parmi lesquelles on comptait 70,9 % d'actifs dont 61,2 % ayant un emploi et 9,7 % de chômeurs.
On comptait 963 emplois dans la zone d'emploi, contre 789 en 1999. Le nombre d'actifs ayant un emploi résidant dans la zone d'emploi étant de 1 434, l’indicateur de concentration d'emploi est de 67,2 %, ce qui signifie que la zone d'emploi offre seulement deux emplois pour trois habitants actifs.

### Entreprises et commerces
Au 31 décembre 2010, Les Mées comptait 354 établissements : 56 dans l’agriculture-sylviculture-pêche, 28 dans l'industrie, 57 dans la construction, 167 dans le commerce-transports-services divers et 46 étaient relatifs au secteur administratif.
En 2011, 44 entreprises ont été créées aux Mées, dont 32 par des autoentrepreneurs.

### Agriculture
Fin 2010, le secteur primaire (agriculture, sylviculture, pêche) comptait 56 établissements actifs au sens de l’Insee (exploitants non professionnels inclus) et 45 emplois salariés.
Le nombre d’exploitations professionnelles, selon l’enquête Agreste du ministère de l’Agriculture, est de 75 en 2010. Il était de 124 en 2000, de 186 en 1988. Actuellement, ces exploitations cultivent essentiellement des plantes permanentes : vergers, oliveraies (80 % d’entre elles). Quelques fermes pratiquent les grandes cultures, et il reste des polyculteurs. Malgré la disparition de 60 % des exploitations en un quart de siècle, la surface agricole utile (SAU) est stable depuis 1988, légèrement en dessous des 2 000 ha (1 917 en 1988, 1 861 ha en 2000 et 1 912 ha en 2010).

Agriculture aux Mées
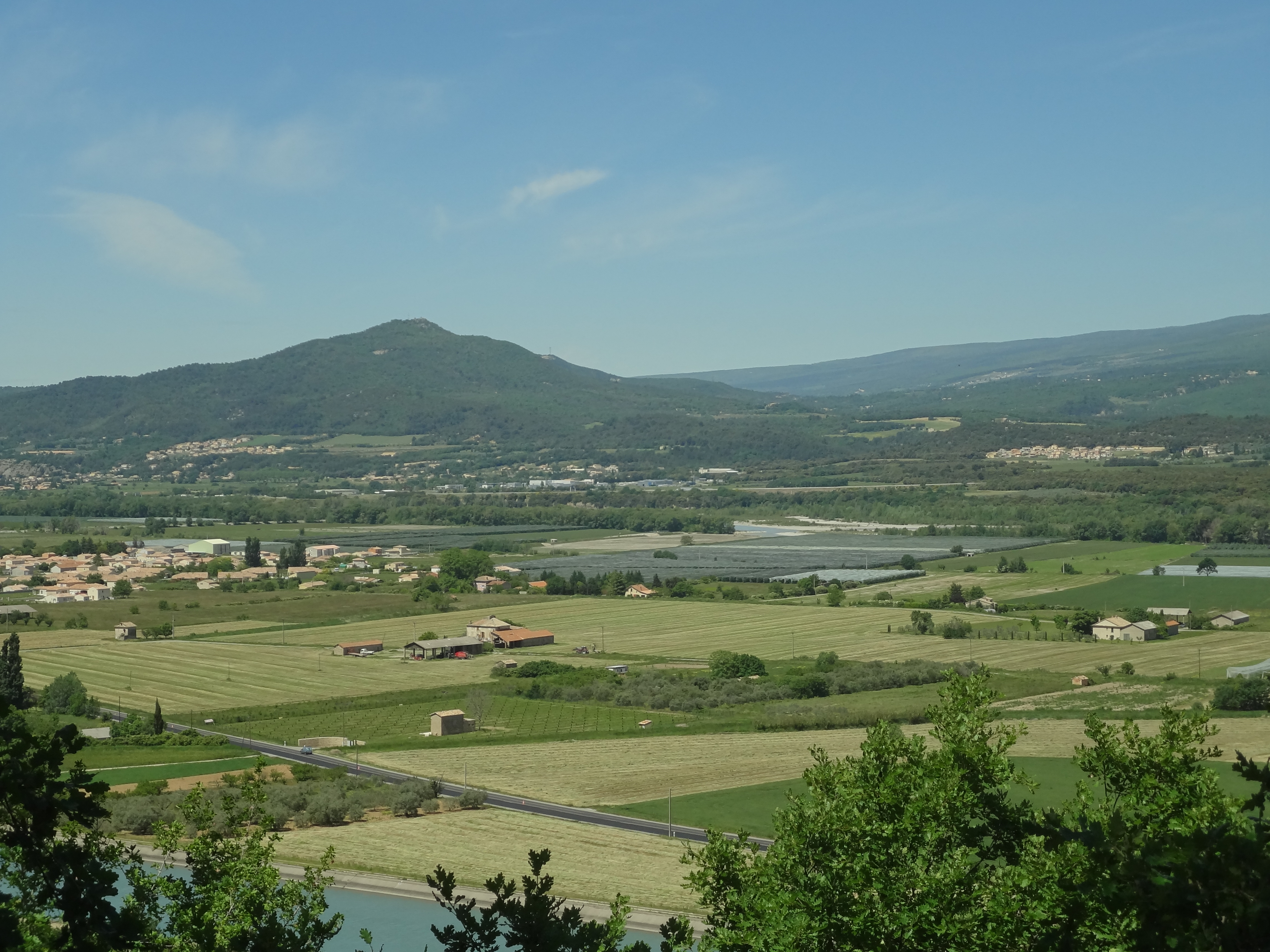
La plaine agricole conquise sur le lit de la Durance, peu à peu envahie par les constructions.
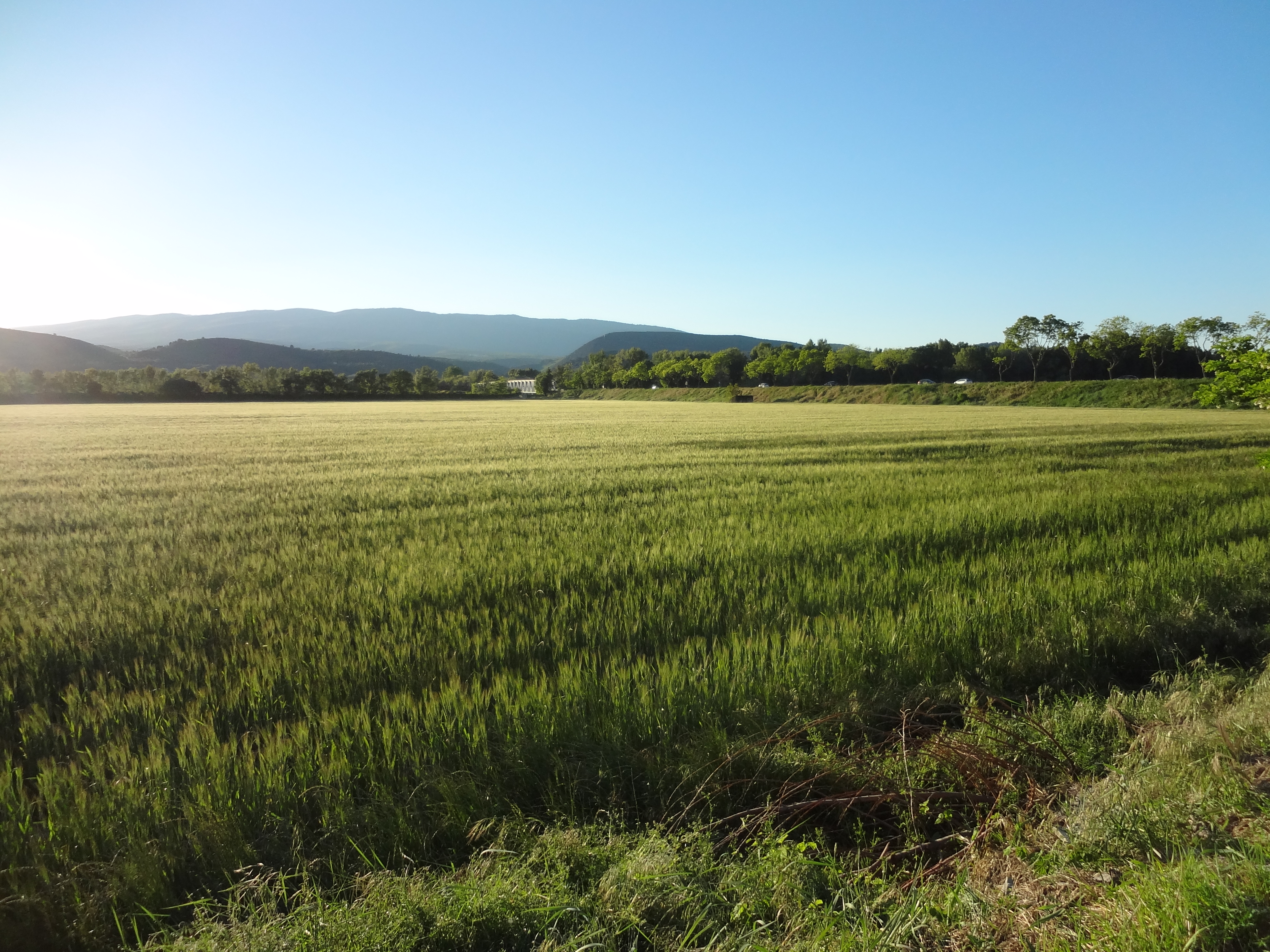
Champ de blé dans la plaine de la Durance.
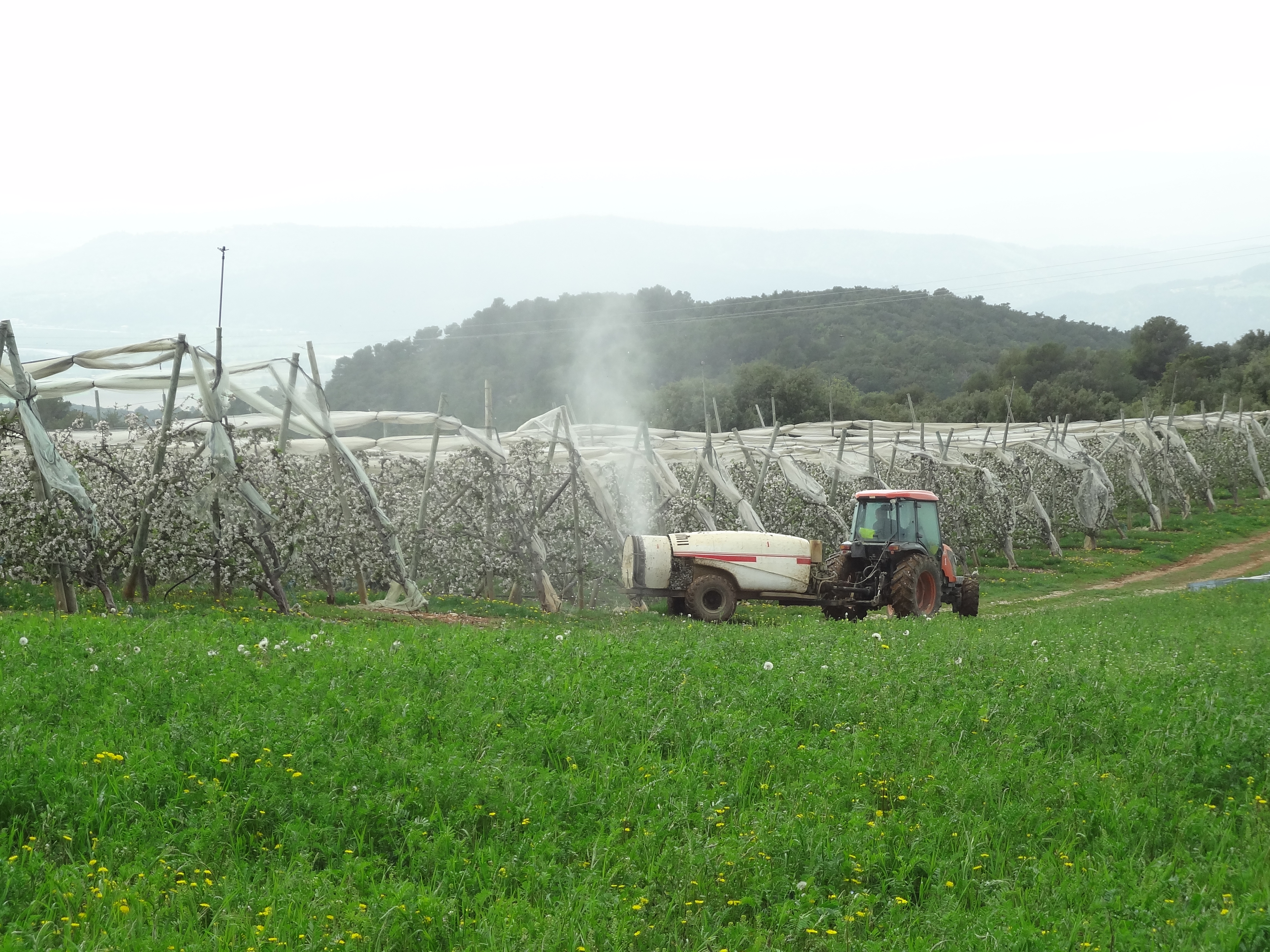
Les pommiers sont une culture industrielle aux Mées, qui occupe plusieurs km2.
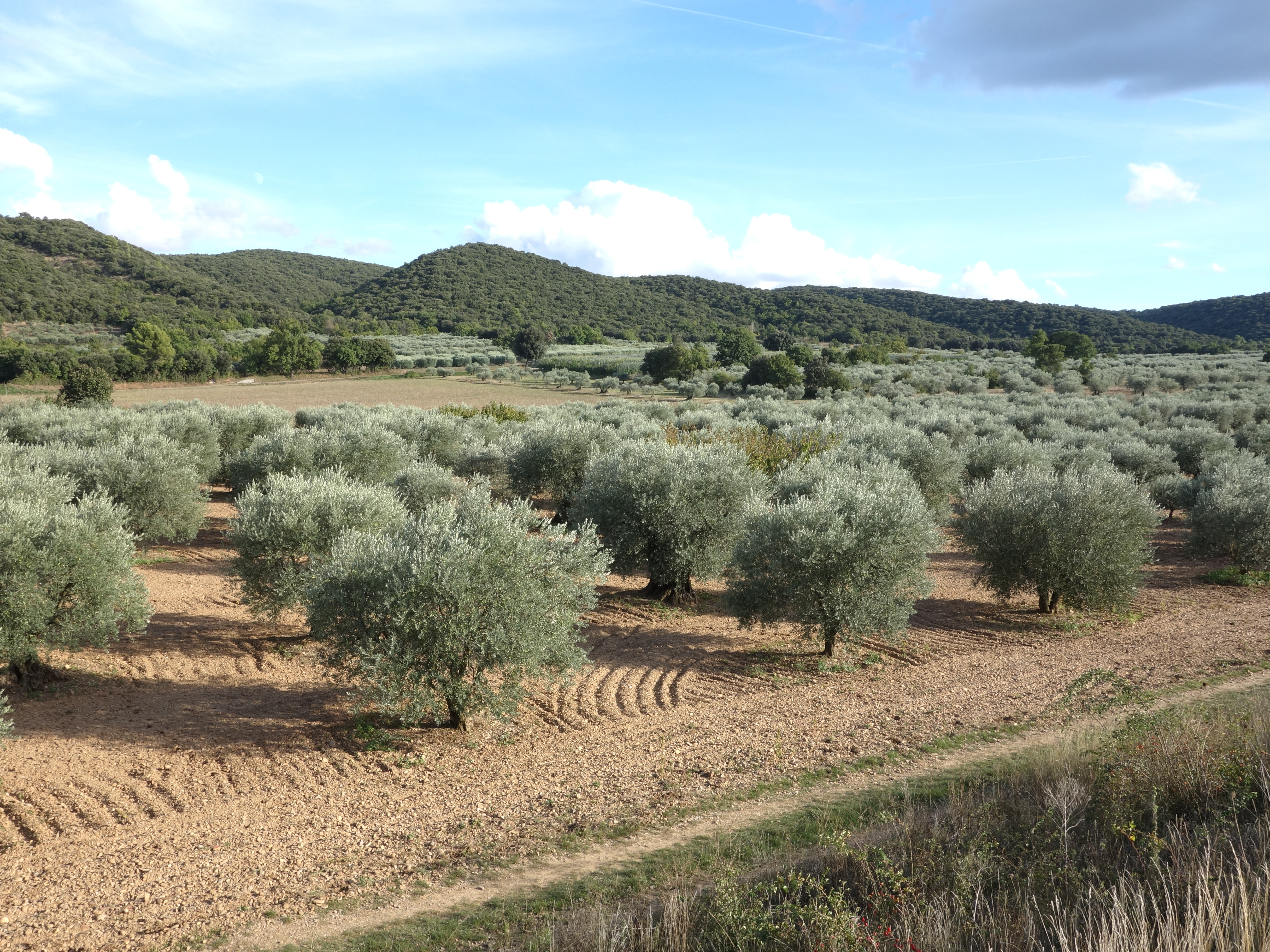
Une des nombreuses oliveraies des Mées.
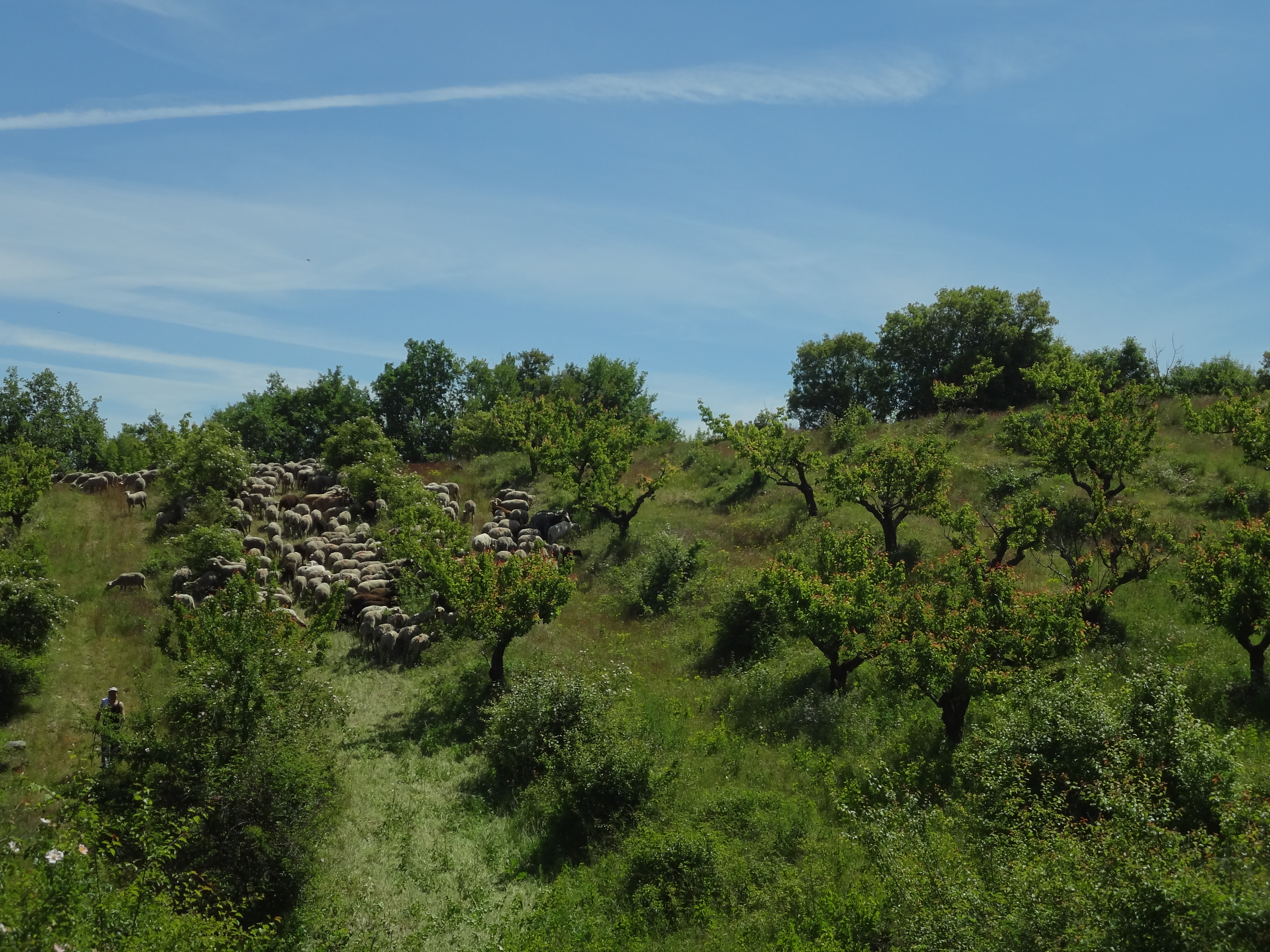
Exceptionnellement, un mode d’entretien traditionnel de la pommeraie est pratiqué : les moutons broutent l’herbe sous les pommiers. Ce type d’entretien n’a aucun coût et est bénéfique aux deux exploitants. Ici à Bel-Air.

La culture de l’olivier est une culture importante aux Mées, de manière ancienne. L’oliveraie occupait 296 ha en 1820, sur la terrasse dominant la Durance. La production d’huile d’olive était très importante jusqu'au début du XXe siècle avec 50 000 pieds en 1929, avant de connaître un déclin assez marqué au XXe siècle, qui se termine avec seulement 30 500 pieds en 1994. Ce repli est cependant moins marqué que dans le reste du département. Depuis le début des années 1990, le renouveau de l’oliveraie a été subventionné par le ministère de l'Agriculture ; des arbres qui n’étaient plus exploités ont aussi été remis en culture. En 2005, l’oliveraie atteignait les 386 ha et 63 000 arbres. L’huile d’olive est extraite dans un des deux moulins de la commune, dont le Moulin Fortuné Arizzi, propriétaire récoltant implanté sur la commune depuis 1970. Outre son rôle économique, l’oliveraie peut aussi jouer un rôle de limitation des incendies de forêt, en tenant le rôle de pare-feu. Les oliviers ont aussi un aspect patrimonial : certains oliviers de la commune dépassent les 200 ou 300 ans.
La viticulture est ancienne aux Mées : son vin était réputé du XVIe au XIXe siècle. La vigne occupe de 1853 à 1880 plus de 800 ha, produisant un vin de garde destiné à la consommation locale et à la commercialisation régionale. Le vignoble des Mées connaît un effondrement après la crise du phylloxéra, avec 235 ha en 1929, 76 en 1956 et deux hectares en 2000. La baisse de qualité accompagne l’effondrement des surfaces exploitées : en 1956, 72 % des ceps sont des hybrides ou des cépages interdits. Les surfaces cultivées sont divisées en parcelles minuscules, d’un demi-hectare en moyenne, ce qui explique conjointement la disparition du vignoble : il était devenu un vignoble d’autoconsommation, auquel les exploitants ne consacraient pas les soins nécessaires.

### Industrie
Fin 2010, le secteur secondaire (industrie et construction) comptait 85 établissements, employant 193 salariés.
En 2012, la conserverie Midi Charcuterie emploie 47 salariés.

#### Les centrales solaires des Mées

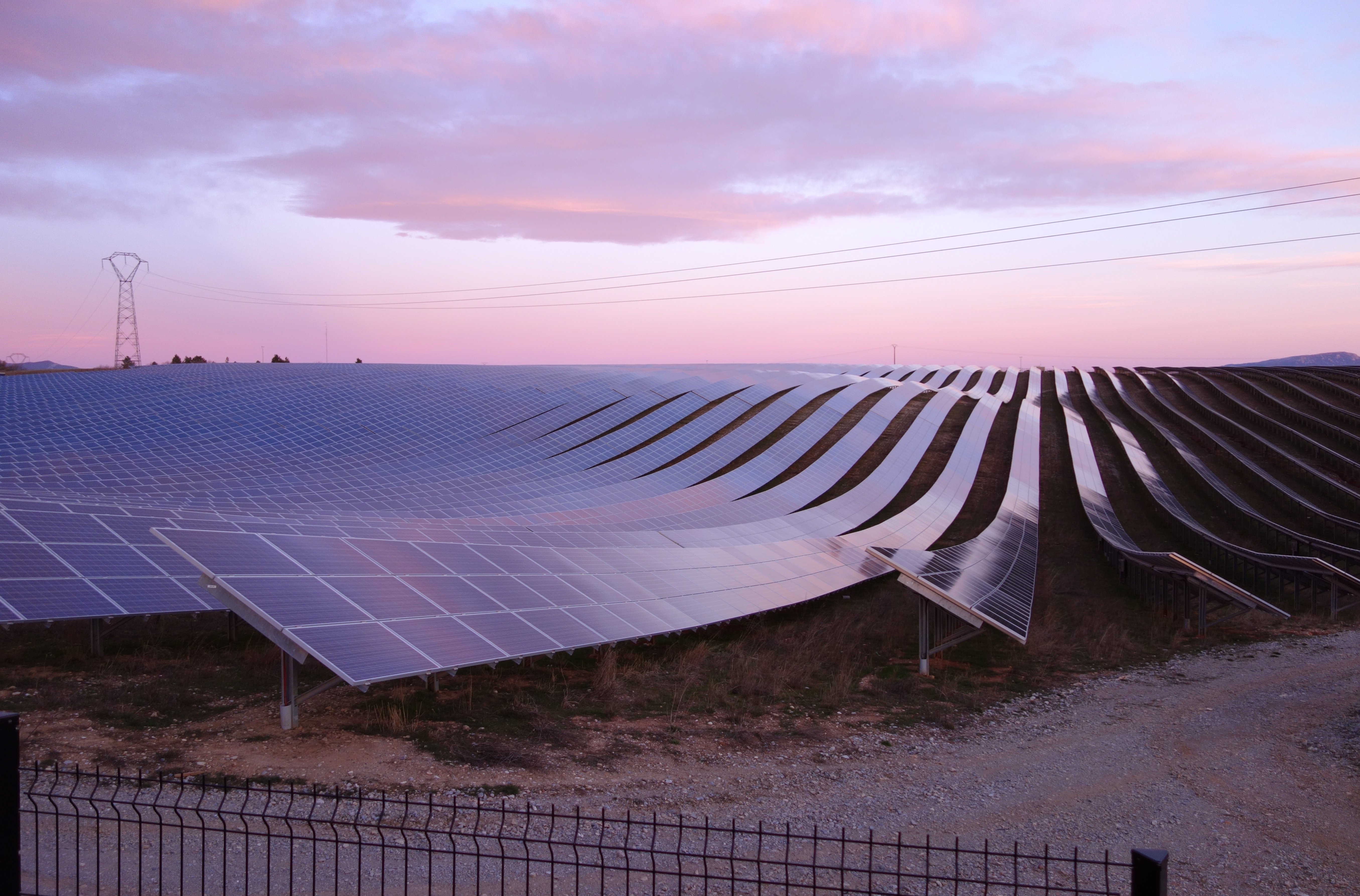
Panneaux photovoltaïques des Mées au coucher du soleil.

Plusieurs entreprises ont installé des centrales solaires photovoltaïques sur le site de la Colle des Mées, situé sur le plateau de Valensole, à près de 800 m d’altitude,. Le site est parmi ceux à réunir les meilleures conditions de production d’électricité solaire en France : l’irradiation solaire horizontale est de 1 550 kWh. La pureté de l’air, qui n’est pas pollué par des industries lourdes absentes dans la région, est un atout supplémentaire. Enfin, l’altitude fournit une bonne ventilation et des températures peu élevées favorables au bon fonctionnement des installations en leur assurant un rendement 10 à 15 % plus élevé. Les centrales solaires couvrent une superficie totale de 200 ha et une puissance totale installée fin 2011 de 100 mégawatts en crête (MWc).
La plus importante des centrales solaires est celle de la société Eco Delta, dont la filiale Delta Solar gère une installation d’une puissance de 31 MWc, occupant une surface de 66 ha. La société Eco Delta, qui emploie cinq personnes pour la maintenance du site, cherche à limiter l’utilisation de béton afin de permettre une remise en culture en fin de vie de la centrale, et sème des plantes mellifères sous les panneaux photovoltaïques, afin de produire du miel et des huiles essentielles. SolaireDirect, via sa filiale SolaireDurance, a installé un parc de 24 MWc en 2010. Le producteur d’électricité Enfinity exploite depuis mai 2011 une centrale de 18,2 MWc, sur 31 ha.
Des écologistes déplorent que ces panneaux n’aient pas été installés sur des espaces déjà bâtis.

### Activités de service
Fin 2010, le secteur tertiaire (commerces, services) comptait 167 établissements (avec 187 emplois salariés), auxquels s’ajoutent les 46 établissements du secteur administratif (regroupé avec le secteur sanitaire et social et l’enseignement), salariant 215 personnes.
Le cabinet d’études SEESA (bâtiment) emploie 19 salariés ; le bureau d’études CET (fluides du bâtiment), lui, en compte 25.
D'après l’Observatoire départemental du tourisme, la fonction touristique est secondaire pour la commune, avec moins d’un touriste accueilli par habitant, l’essentiel de la capacité d'hébergement étant non marchande. Plusieurs structures d’hébergement à finalité touristique existent dans la commune :
- un hôtel non classé en 2008[AtlasHéb 3],[AtlasHéb 4] ;
- deux campings : une aire naturelle de camping[AtlasHéb 5], et un deux étoiles doté d'une capacité de 50 emplacements[Fiche Insee 8] ;
- plusieurs meublés labellisés[AtlasHéb 6] et non labellisés[AtlasHéb 7] ;
- des chambres d’hôtes[AtlasHéb 8].

Les résidences secondaires apportent un complément à la capacité d’accueil : au nombre de 246, elles représentent un logement sur huit (12,8 %). Parmi les résidences secondaires, 42 % possèdent plus d’un logement,.

## Culture locale et patrimoine

### Lieux et monuments

#### Monuments commémoratifs
Un monument aux résistants au coup d'État du 2 décembre 1851 des Basses-Alpes est élevé sur la fontaine du village.

Monuments aux Mées
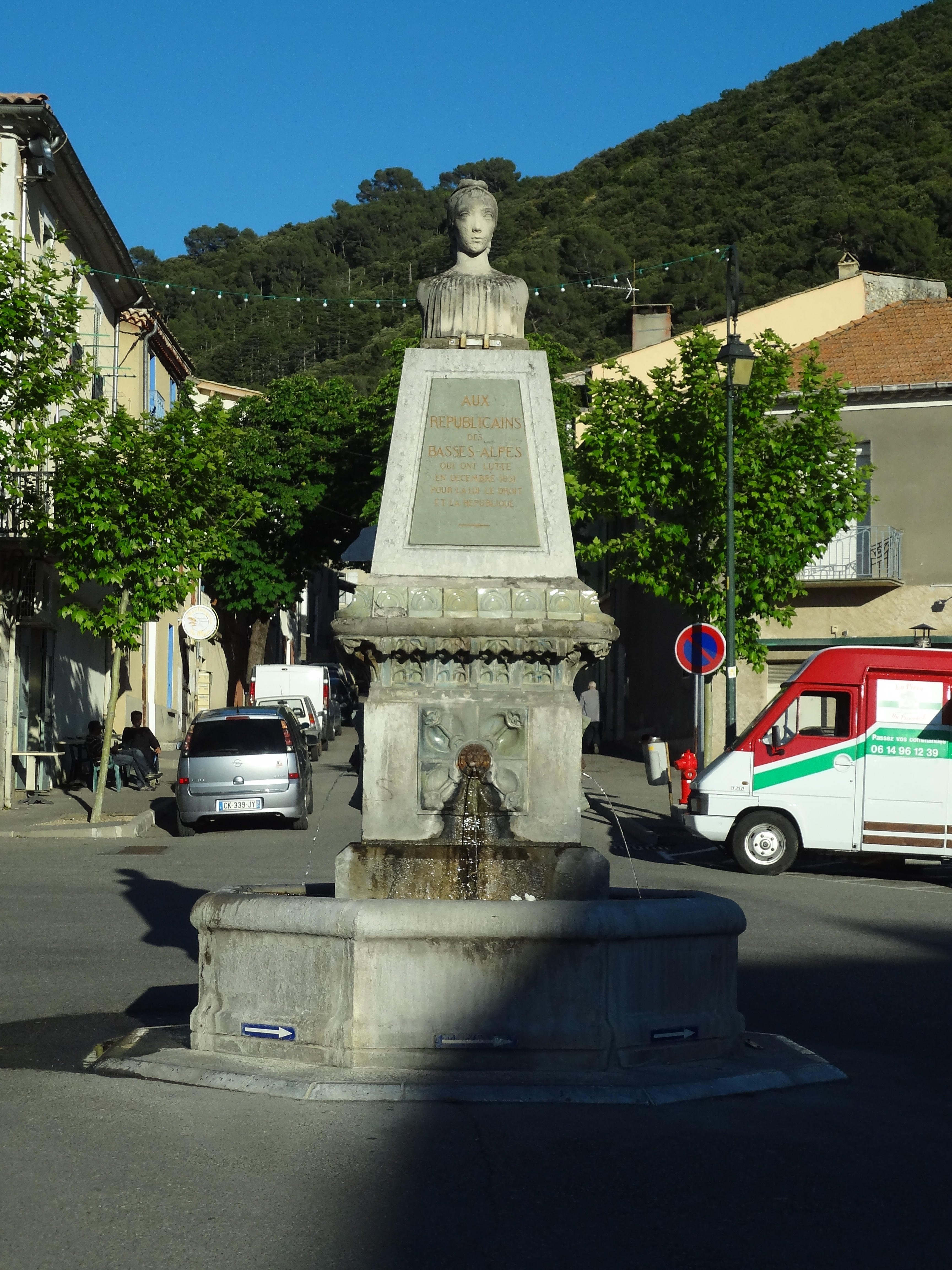
Monument aux insurgés de 1851.
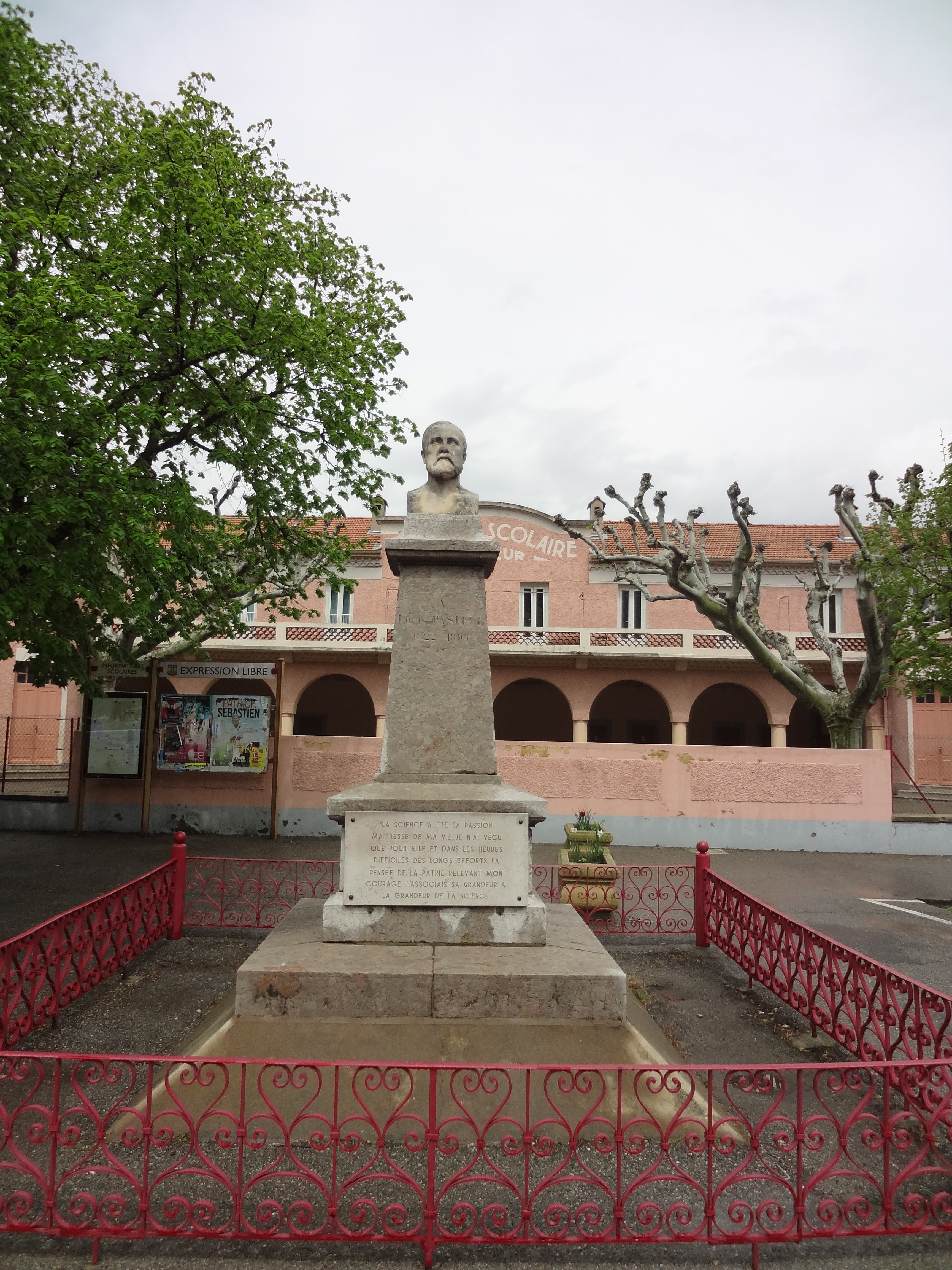
Buste de Pasteur devant l’école des Mées.
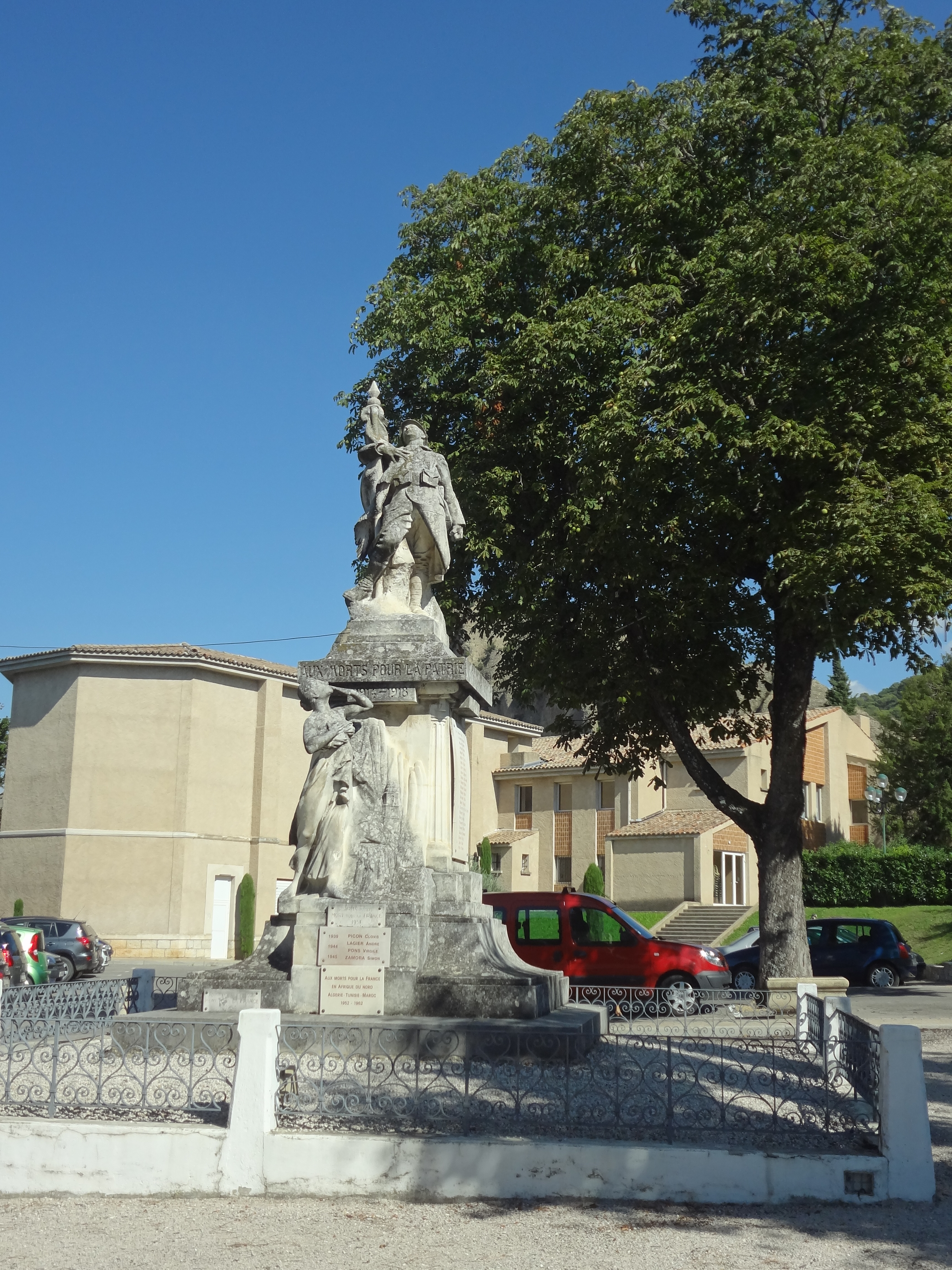
Monument aux morts des Mées.

Un monument à Pasteur est élevé devant l’école, en mémoire de son action contre la pébrine qui touchait les vers à soie, élevage important dans la région au XIXe siècle.
Le monument aux morts de la guerre 1914-1918.

#### Architecture civile

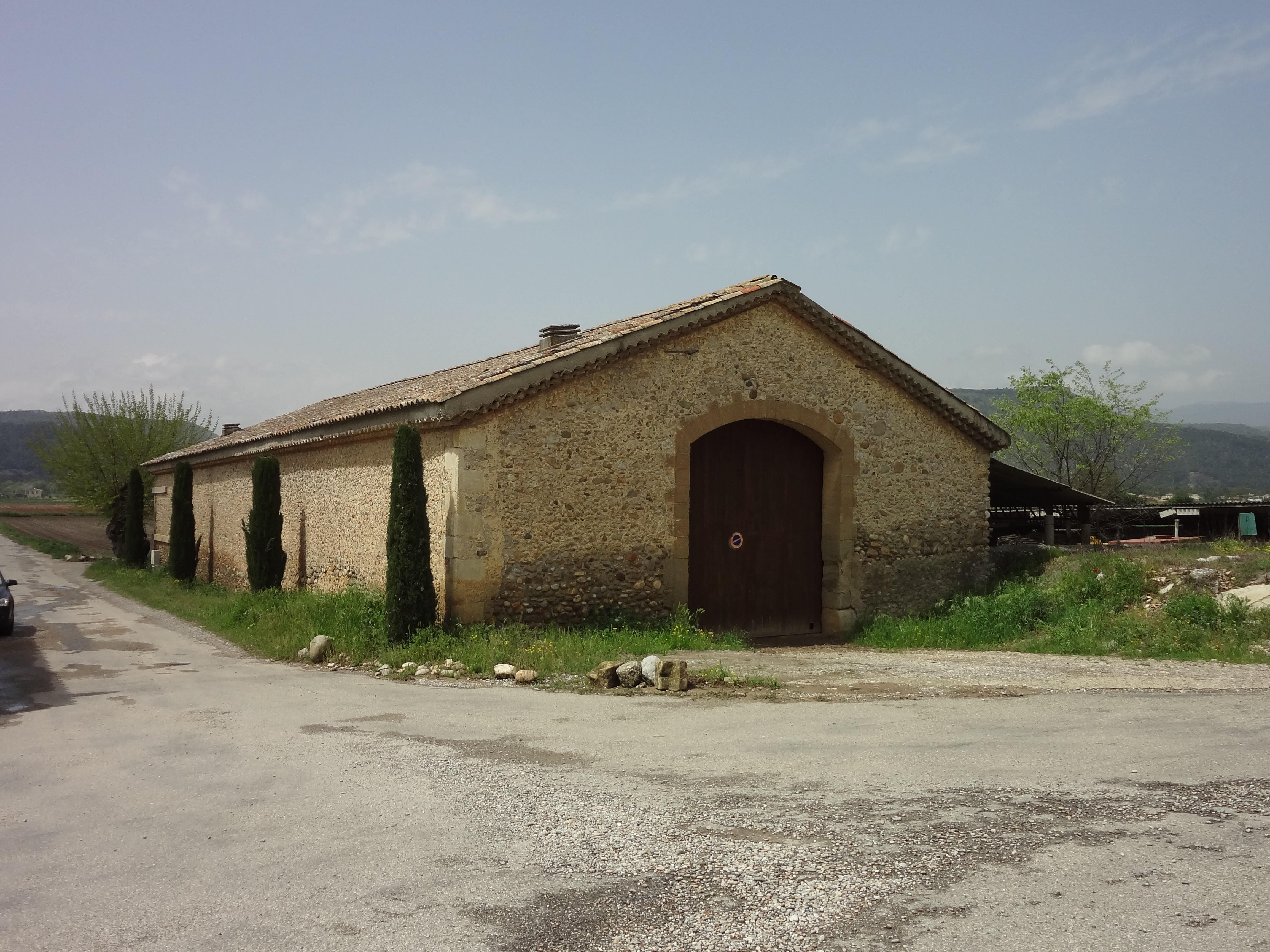
Grange ancienne à la ferme de Paillerols.

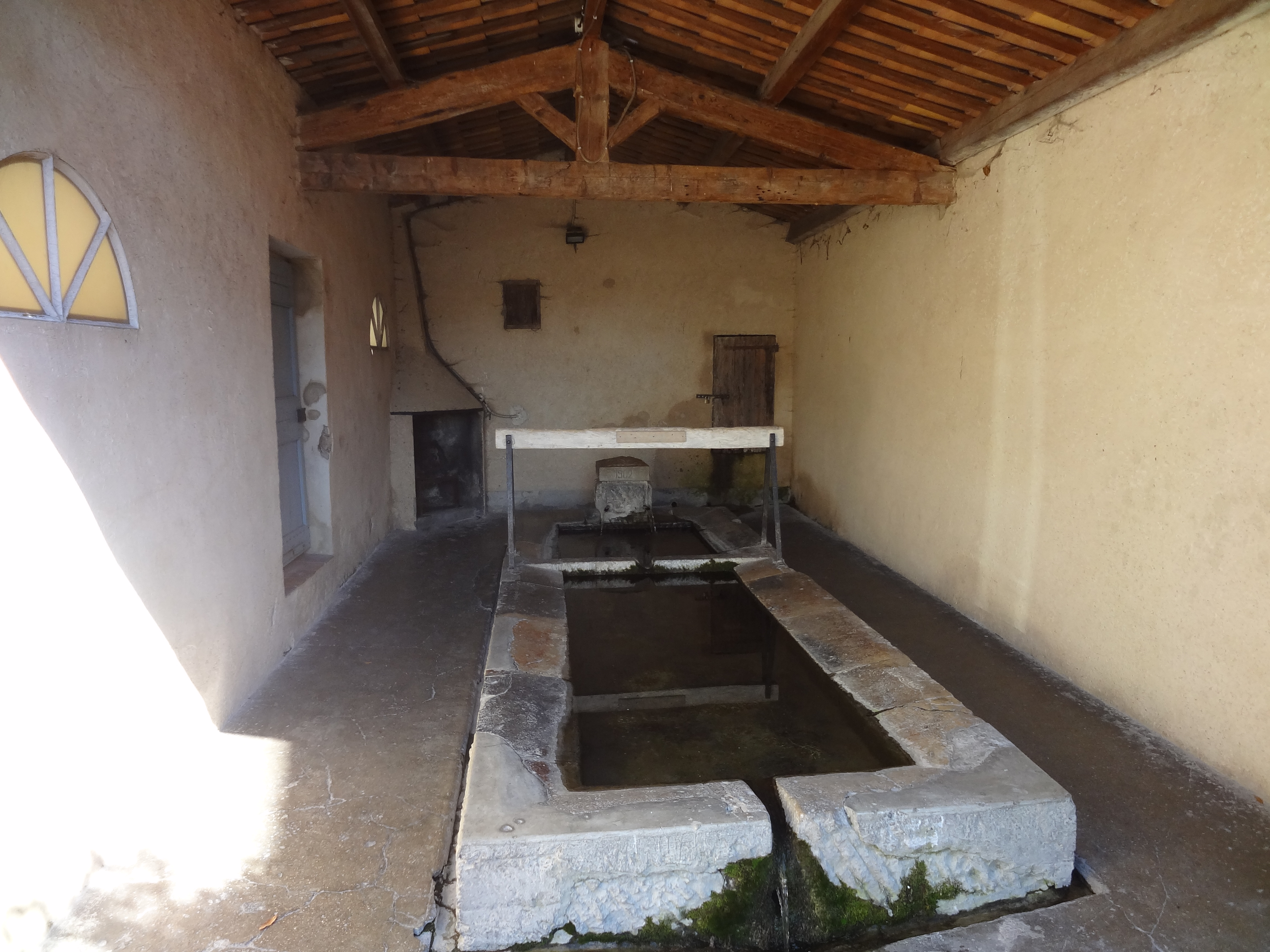
Lavoir, rue Clovis-Picon, construit en 1902.

L'hôtel de Crose est un monument historique inscrit depuis le 21 février 1989
Le premier pont suspendu sur la Durance est construit en 1841-1843, pour remplacer le bac du Loup, en face de Ganagobie. Concédé à une société privée, la Société du Pont, il est emporté en 1843 par une crue de la Durance le jour de son inauguration. Le bac est remis en service jusqu'en 1857 et la mise en service d’un nouveau pont sans péage, décidée en 1846. Il est alors constitué de deux travées de 82 m de long, supportant un tablier de 5 m de largeur, en mélèze. Il est testé à l’épreuve de seize wagons remplis de pierre pesant 82,2 t. En 1878, la circulation est limitée à une voiture de moins de trois tonnes à la fois, puis il est renforcé de câbles supplémentaires en 1904, et restauré en 1941. Le bombardement par les alliés, les 15 et 16 août 1944, échoue, et fait cent morts à Digne et Sisteron. La Résistance se charge alors de détruire une travée. Après la guerre, une passerelle piétonne provisoire est établie, avant la construction d’un nouveau pont en poutre en treillis de type Waren, en 1952-1956. Ce pont, qui est l’actuel pont, est long de 172 m, avec une chaussée de 6 m de large et des trottoirs de un mètre,.
Les rues du village offrent quelques maisons de la fin du XVe siècle et du début du XVIe siècle, du XVIIe siècle. Rue Font-Neuve, se trouve une porte sculptée d’éléments architectoniques (mi XVIIe siècle). L’ancienne mairie et tribunal possède une cheminée de gypserie ornée de motifs floraux. L’hôtel Latil d’Entraigues, ou hôtel de Trimond, possédait des rosaces aux plafonds, des dessus-de-porte en gypserie, déposés ou cachés par une restauration.

#### Architecture militaire
Des éléments de fortification subsistent, dont un passage voûté formant porte au bout de la rue d’En-Ville,.

#### Architecture religieuse
La chapelle Saint-Honorat est classée depuis le 20 janvier 1983. D'architecture romane, elle est située près du village de Paillerols. Le chœur est bordé de chapelles qui forment un faux transept. Elle est entièrement voûtée en berceau. Le tympan du portail occidental est monolithe. Elle est datable du XIIIe siècle. En mauvais état, le clocher-mur est partiellement tombé ; la façade est ornée d’un œil-de-bœuf. Elle fut au XIXe siècle l’église paroissiale du Plan-des-Mées.
La commune possède de plus trois objets répertoriés à l'inventaire des monuments historiques au sein de l'église paroissiale :
- l'autel en marbre, classé depuis le 25 juillet 1988[130] ;
- deux autels latéraux en marbre, classés depuis le 25 juillet 1988[131] ;
- un tableau représentant « La Vierge protectrice », daté de la première moitié du XVIIIe siècle, d'abord attribué Van Loo puis à Michel Serre, classé depuis le 19 juin 1908[132].

Le temple, d’époque Renaissance, subsiste encore : la façade est ornée d’un fronton, soutenu par deux colonnes baguées lisses et vermiculées.
Les ruines de la chapelle Notre-Dame de Champlan, construite en galets (nef) et moellons (abside), marquent un lieu d’implantation antique. La chapelle Saint-Pierre, au sud du village, entre le canal EDF et le plateau de Valensole, datait du XVIIe siècle.
La chapelle Saint-Roch est à la sortie de la combe à l'est du village. Ancienne chapelle du Saint-Sépulcre, elle date de la fin du XIe siècle ou du XIIe siècle. Appartenant à un propriétaire privé après la Révolution, puis à la commune, elle a été plusieurs fois rénovée depuis 1960.
La chapelle Saint-Michel, au hameau Saint-Michel, est implantée sur un site antique.
L’église paroissiale Notre-Dame-de-l’Olivier, démolie en même temps que Saint-Félix (en 1562 par Paulon de Mauvans), est reconstruite en 1593. Le chœur est voûté d’ogives. Sur le flanc nord, une chapelle de trois travées de longueur (peut-être un ancien collatéral) est composée de deux parties : une travée sous croisée d’ogives, dont les fines colonnettes sont ornées de feuillages, et les deux autres, également sous croisées d’ogives, mais plus anciennes et avec des colonnettes engagées. Difficilement datables, elles sont construites entre le XVIe siècle et 1651. Le clocher massif, construit en galets en 1560, porte une horloge. Son campanile de ferronnerie est composé de deux étages orné de volutes.
La chapelle Saint-Michel, construite au XVIIIe siècle, est utilisée comme bâtiment agricole. Elle est située au quartier Saint-Michel, et succède au prieuré Saint-Michel, appartenant au monastère de Ganagobie. Daniel Thiery la note comme disparue.

Églises et chapelles des Mées
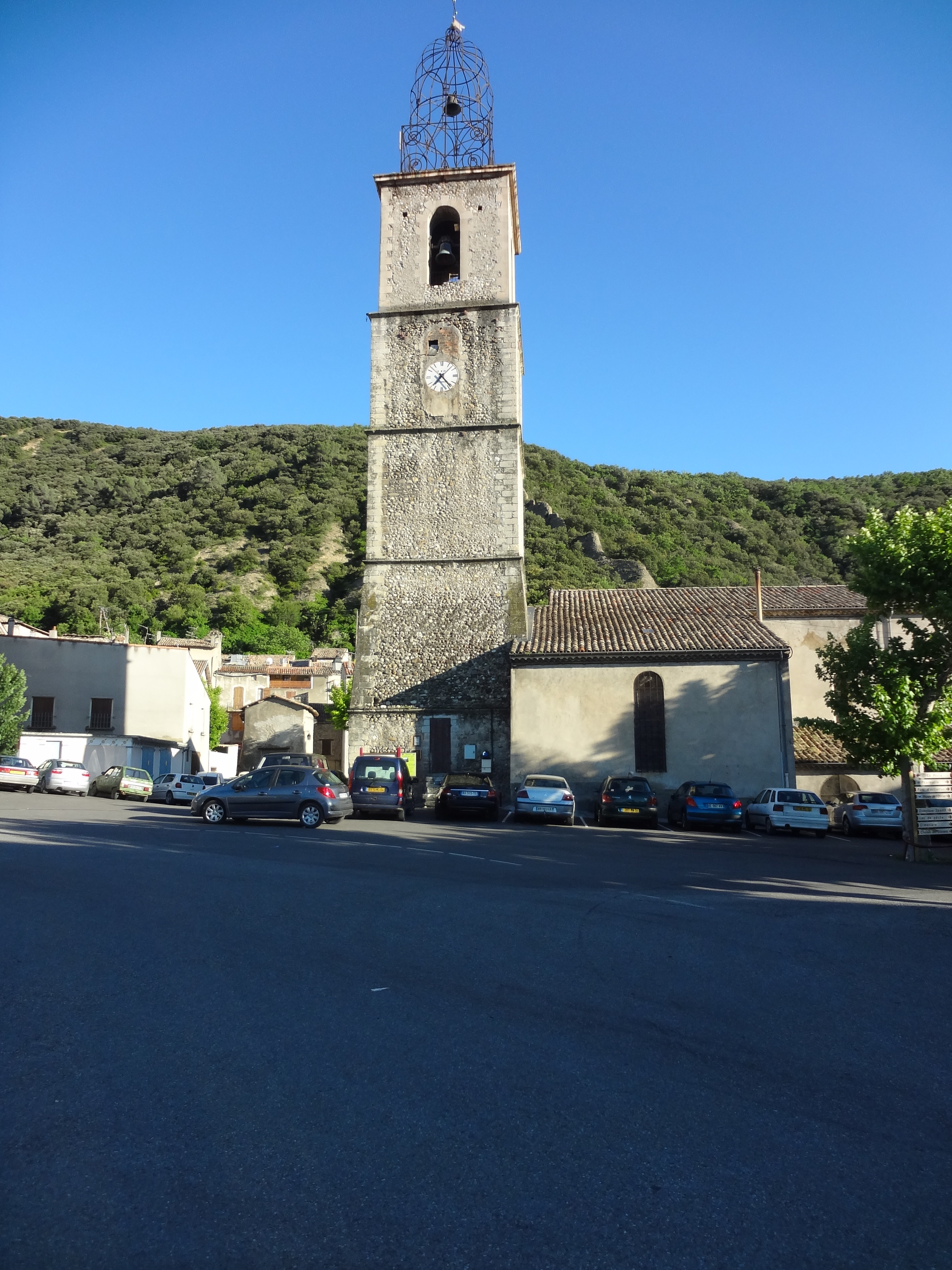
Clocher de Notre-Dame-de-l’Olivier.
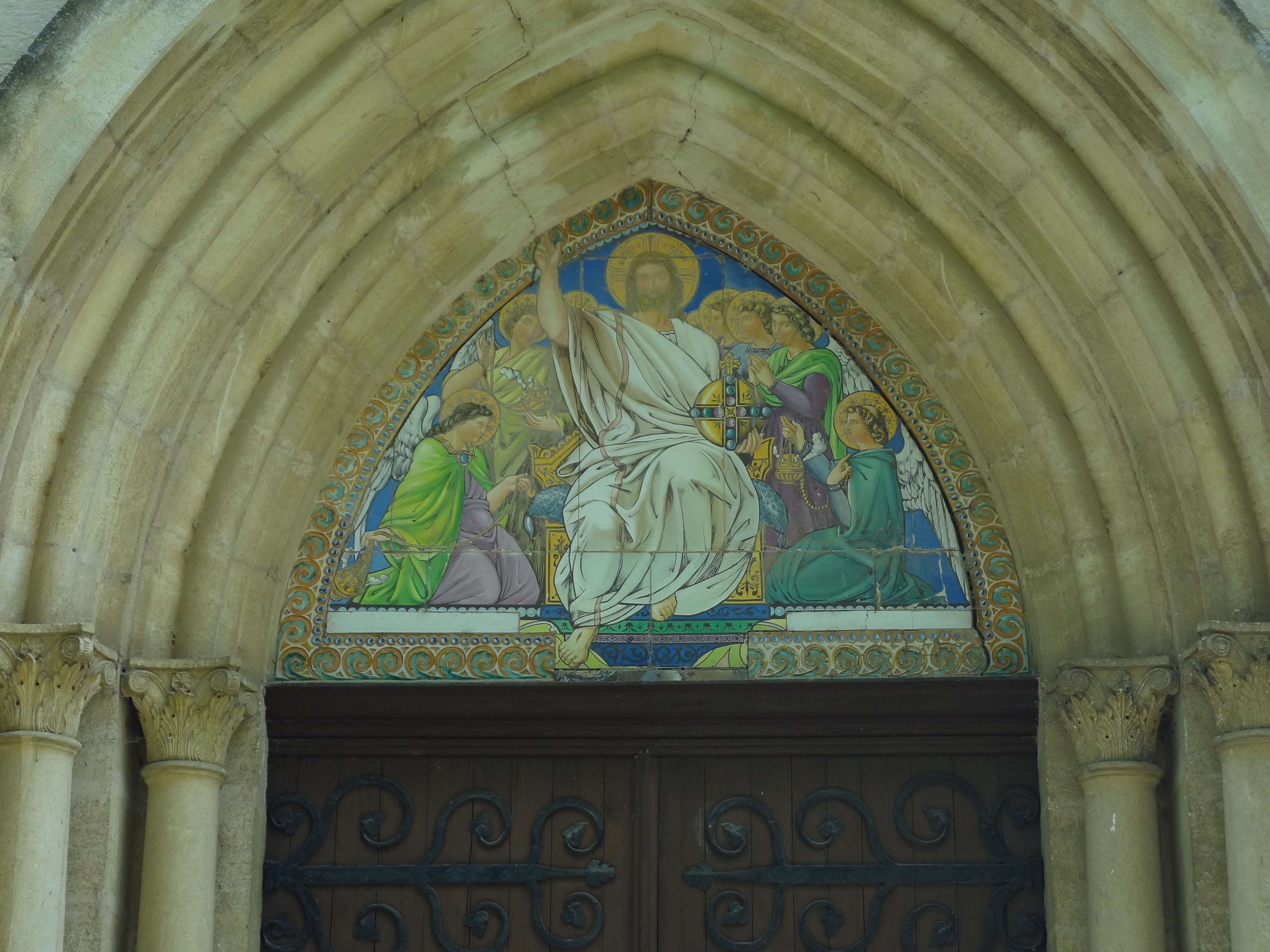
Tympan émaillé de l’église des Petits-Camps.
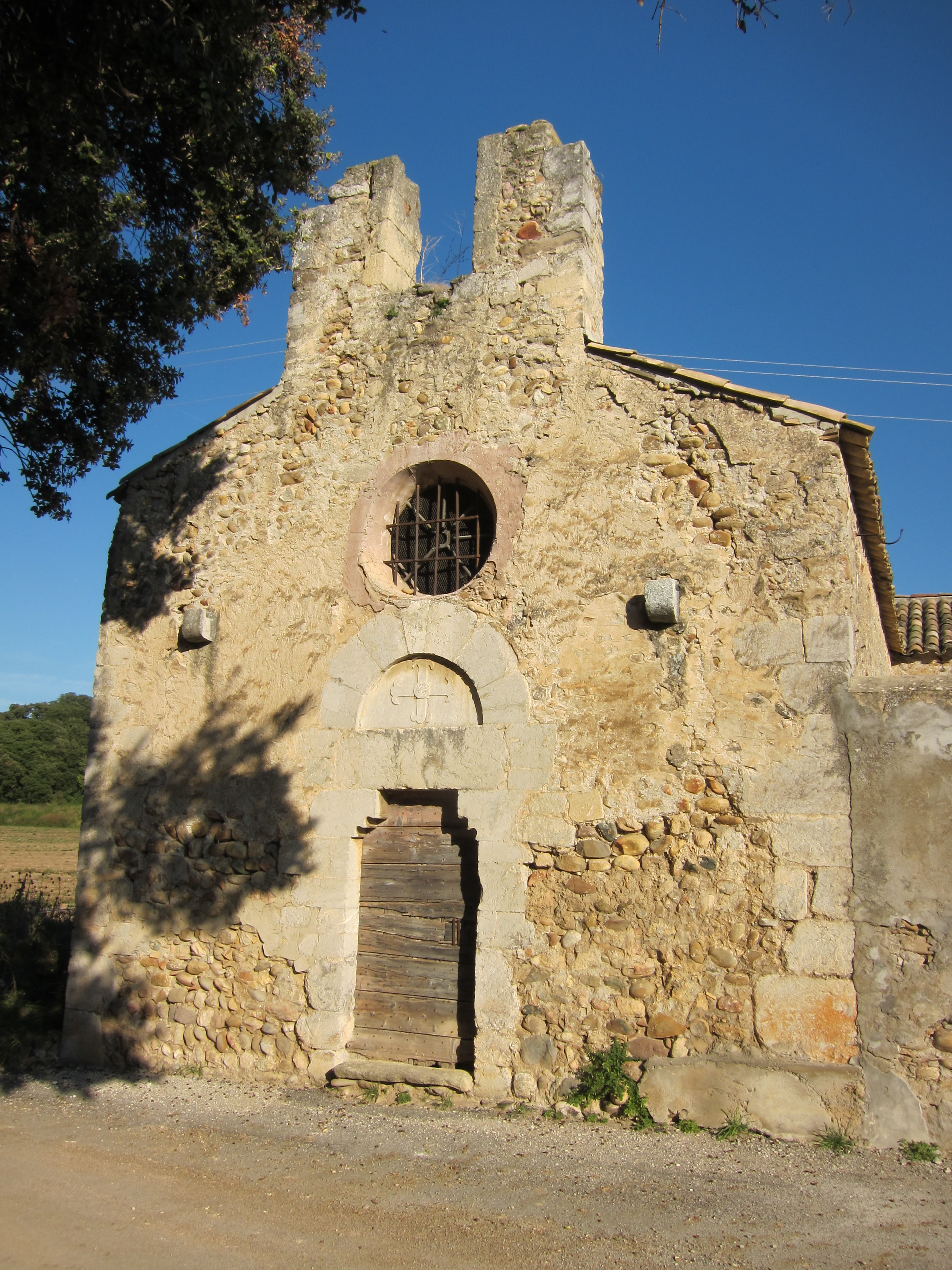
Chapelle Saint-Honorat.
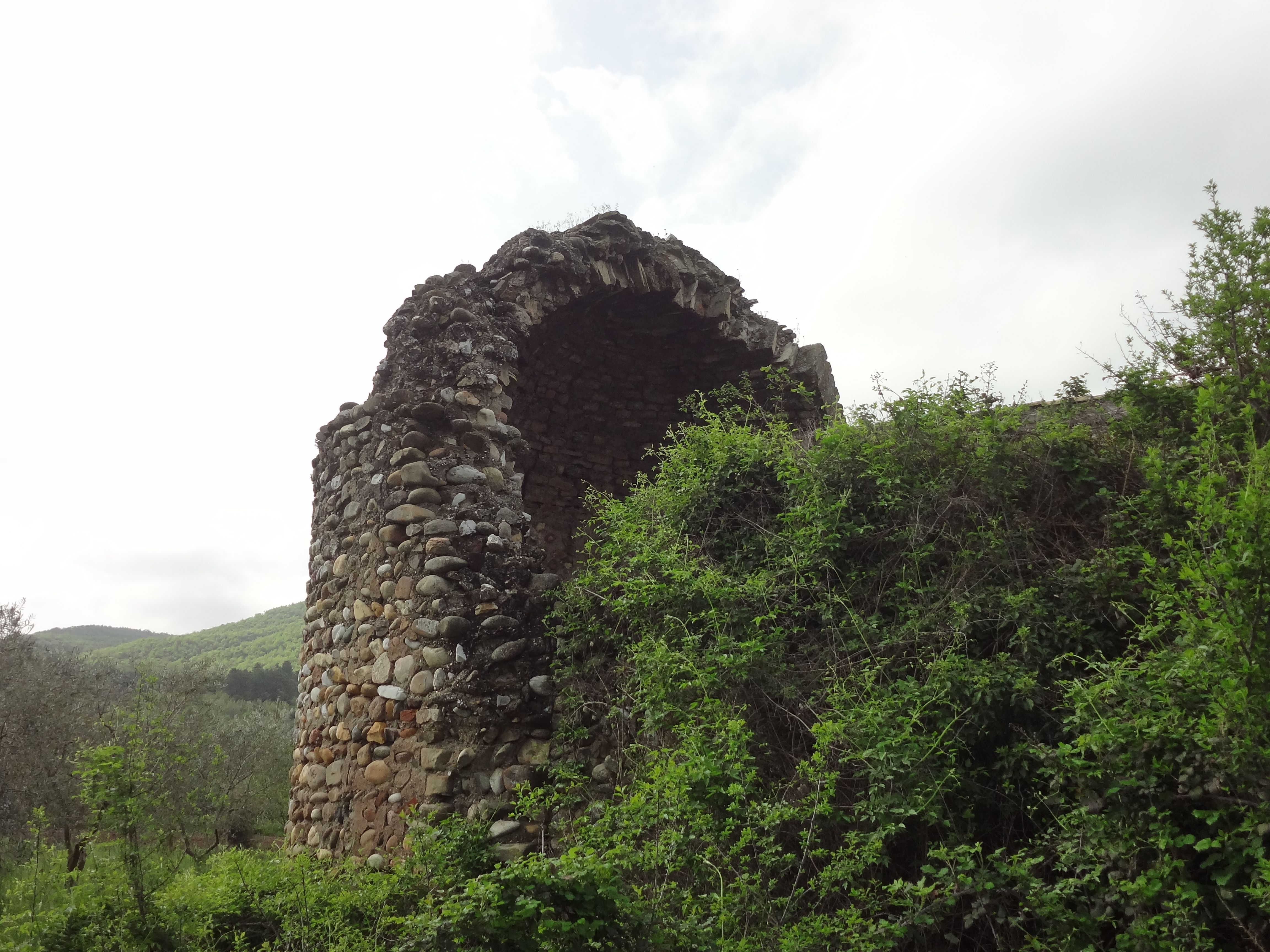
Ruines de l’abside de Notre-Dame-de-Champlan.
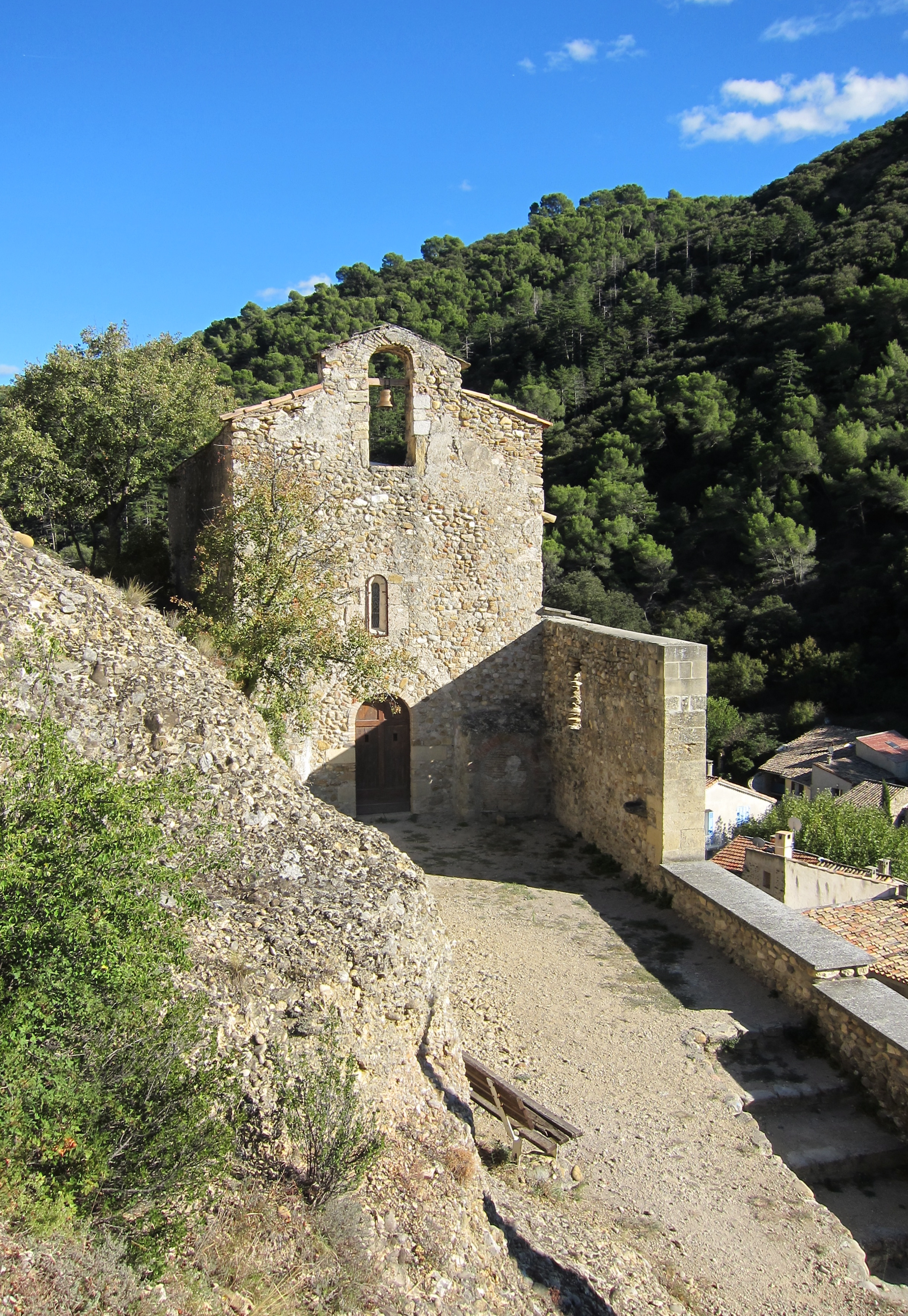
Chapelle Saint-Roch.
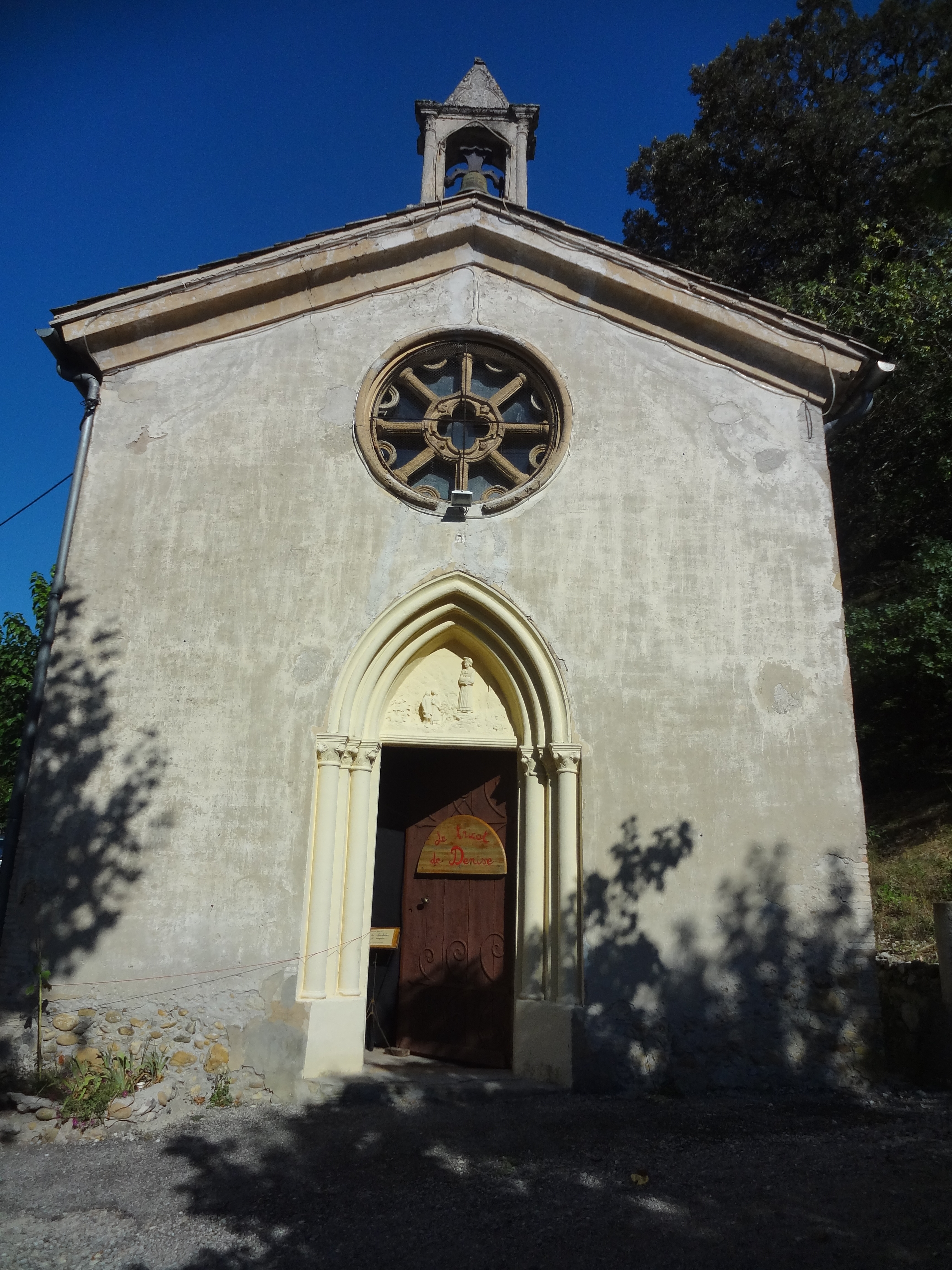
Chapelle Notre-Dame-de-la-Salette, dans la combe, à l’est du village.

### Patrimoine naturel

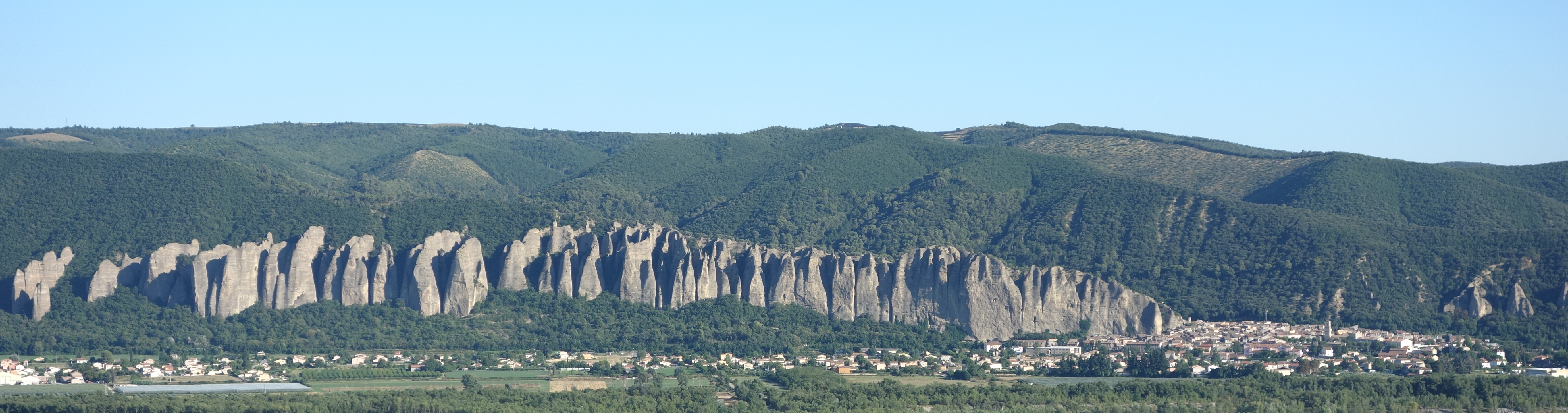
Le village des Mées (à droite) et sa curieuse formation rocheuse dite des « Pénitents ».

Une formation géologique très particulière, nommée Pénitents, est un site classé depuis 1941. Elle occupe 27 hectares. Ce nom provient de la forme d'une masse de poudingue très découpée, à côté du village, qui évoque un groupe de moines coiffés de capuches pointues. Bien que la façade des Pénitents évoque des formes rocheuses plus ou moins coniques, il s'agit d'un ensemble de crêtes et de minuscules canyons, s'interrompant simultanément sur un plan vertical. Cette formation s'étire sur 2,5 km, et l’abrupt le plus haut atteint 114 mètres. Celle-ci est le résultat de l'érosion sur le substrat rocheux, qui possède des irrégularités de cohésion, et conduit donc à des zones proéminentes et à d'autres surcreusées. Ce substrat est la « formation de Valensole », conglomérat formé par une accumulation de débris subalpins au cours de la fin du Miocène et du Pliocène, épais de plusieurs centaines de mètres.
On les appelle les Pénitents des Mées en raison de leur silhouette ; d'après la légende, ils représentent les moines de la Montagne de Lure qui ont été pétrifiés (au sens propre) par saint Donat au temps des invasions sarrasines pour s'être épris de belles jeunes femmes mauresques qu'un seigneur avait ramenées d'une croisade.
Un seul sentier permet de traverser cette barre rocheuse. Il rejoint les crêtes en partant du village et longe par le haut cet ensemble, puis le traverse à une extrémité, et le longe par le pied. Les autres canyons sont d'accès difficile et très dangereux à cause des chutes de pierres fréquentes. La pratique de l'escalade n'y est pas possible, la roche n'ayant pas la cohésion appropriée.
On trouve, dans cette masse rocheuse sculptée deux grottes d'accès facile (la grotte des Loups et la grotte du Magicien), ainsi qu'une cavité à l'accès extrêmement difficile, dans laquelle se trouvent deux poutres entrecroisées (la Croix).
L'âge de cette mystérieuse Croix a été déterminé en décembre 2014 par analyse du carbone 14 : en incluant la mesure de l'incertitude lors de l'analyse, le bois a été coupé à une période entre la fin du VIIIe et le début du Xe siècle, ce qui en fait un des très rares témoignages archéologiques de cette période troublée en Provence. Vu le petit diamètre des troncs utilisés et le faible nombre de trous causés par les insectes, c'est aussi l'âge à laquelle la Croix a été installée. Grâce au contexte historique ainsi précisé, les raisons et moyens mis en œuvre pour son installation ont fait l'objet de nouvelles hypothèses communiquées en août 2015.
En outre, il a été observé dans ce labyrinthe rocheux des marques d'installations anciennes dans un endroit stratégique (entailles dans la roche pour installer des poutres), mais ces vestiges ne sont pas datables.

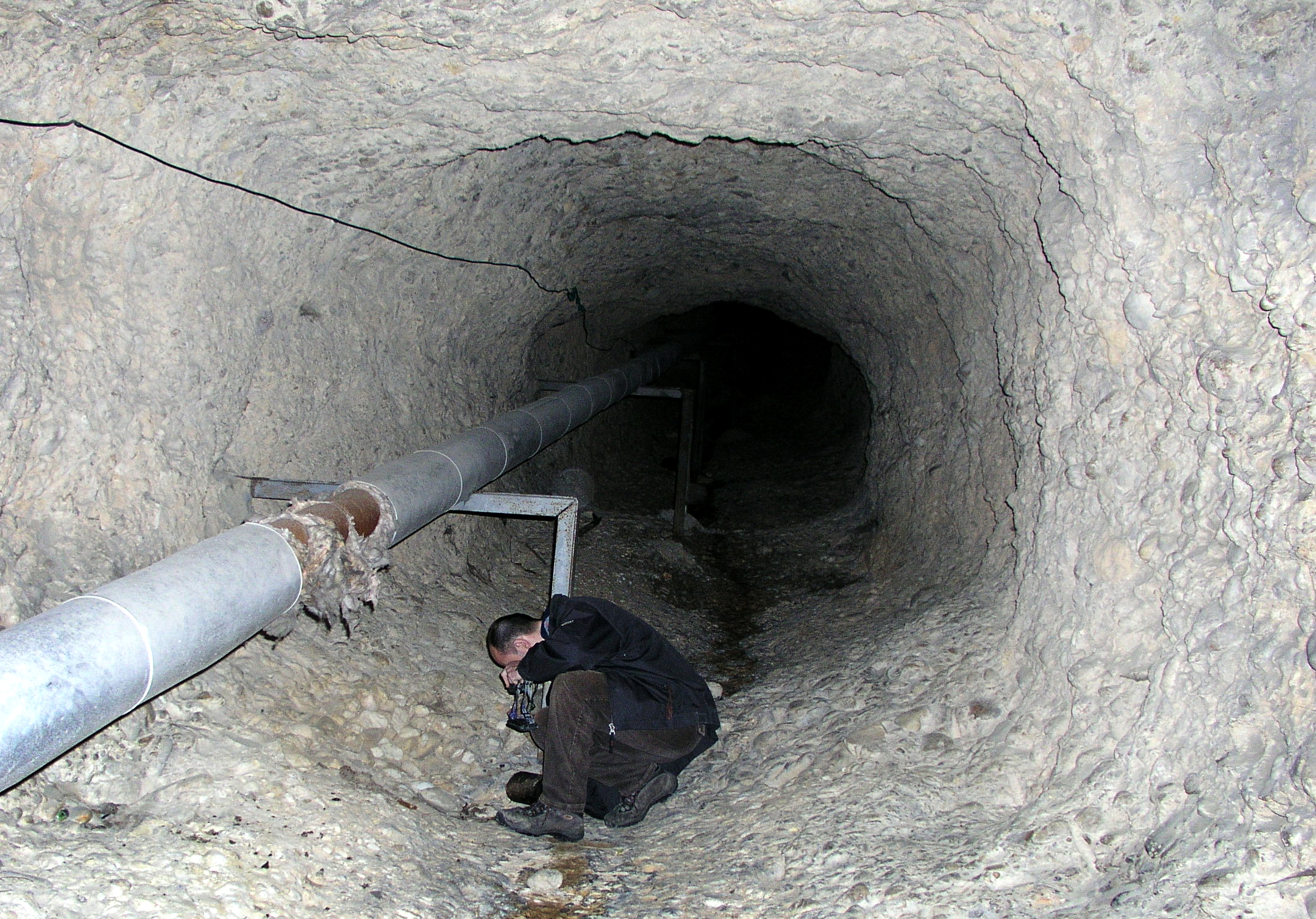
Tunnel de la mine, creusé de 1781 à 1784 pour protéger le village des Mées des débordements du vallon de la Combe lors des violents orages.

Au XVIIIe siècle, un tunnel de 200 m est creusée au travers de la barre rocheuse afin de s'affranchir des eaux de ruissellement qui dévastaient le village lors des orages, sous le mandat du maire Benoît Salvator.
La chapelle Saint-Roch est construite à quelques mètres de la base de la masse rocheuse, au-dessus du village. Son origine remonte au moins au XIe siècle, elle a été largement modifiée ensuite.
L'intersection du 44e parallèle nord et du 6e méridien à l'est de Greenwich se trouve sur le territoire de la commune (voir aussi le Degree Confluence Project).

### Personnalités liées à la commune
- François-Joseph de Magnan (1781-1870), député des Basses-Alpes en 1830, né aux Mées[145].
- Jean Denoize (1801-1885), député des Basses-Alpes en 1848, démissionne au bout de six mois, mort aux Mées[146]
- Andrée Viollis (1870-1950), journaliste et écrivaine, née aux Mées.
- Joseph Jugy (1876-1945), député des Basses-Alpes de 1914 à 1919, né aux Mées[147].
- Henri Roux-Costadau (1875-1946), député de la Drôme de 1910 à 1919, né aux Mées[148].

### Héraldique
| Blason de Les Mées | Blason  | De gueules à la lettre M d'argent accompagnée en pointe de trois roses du même et en chef de trois fleurs de lis d'or. DeviseDe rosis ad lilia. |
| Blason de Les Mées | Détails | Armes parlantes. La lettre M capitale est l'initiale du nom de la ville. Les trois roses et les trois fleurs de lis rappellent la devise : De rosis ad lilia (Des roses aux lis). Au XVIe siècle, la ville racheta peu à peu ses droits au seigneur, la famille Beaufort-Canillac dont les trois roses étaient l'emblème puis elle fit don de ces droits au royaume de France représenté par les trois fleurs de lis. Le statut officiel du blason reste à déterminer. |

## Pour approfondir

#### Association «Les Amis des Mées»
- [collectif], 1851 : pour mémoire, 2001, 158 pages.
- [collectif], Les Amis des Mées : bulletin annuel, 1981-…,  (ISSN 1621-0379).
- [collectif], Aux Mées, quand on faisait des magnans… : petite histoire de la sériciculture locale, avant-propos d'Henri Joannet, 1984, 136 pages.
- [collectif], Célébration du bicentenaire de la Révolution française aux Mées : 1789-1989, 1989, 54 pages.
- [collectif], Les Mées, préface d'Henri Joannet, 1985, 23 pages, publié lors de l’exposition Les Mées. – Texte dactylographié.
- [collectif], Les Mées du temps de la Révolution : 1789-1989, bicentenaire de la Révolution française, 1989, 104 pages.
- Jean-Pierre Pinatel, Pigeons et pigeonniers aux Mées, 1997. – 54 p. ill,  (ISBN 978-2-9539603-0-3).
- [collectif], Rochers de légende, 2000, 56 pages.
- [collectif], Soldats de Haute-Provence : « si j’avais la chance de retourner un jour, ce sera encore rien » : lettres et souvenirs de la guerre 1914-1918, 1998, 157 pages.
- [collectif], Le Vin au pays des Mées, 1985, 23 pages.

#### Ouvrages
- Raymond Collier, La Haute-Provence monumentale et artistique, Digne, Imprimerie Louis Jean, 1986, 559 p.
- [anonyme], Chronique numismatique : Les Mées, in Annales de Haute-Provence, no 278, 1976, p. 236-243.
- [anonyme], Les Mées : portes et portails, in Haute Provence magazine, no 27, 1992, p. 2-3.
- [anonyme], Tapage nocturne aux Mées, in Haute Provence magazine, no 26, 1992, p. 23.
- F. Aubert, Institution d’une rosière aux Mées, in Annales des Basses-Alpes, tome 1 (1838-1839), p. 195-199, tome 3 (1840-1841), p. 137-142, [lire en ligne].
- Barlatier (maire des Mées), Note pour la commune des Mées, Digne : Guichard, 1850. – Pièce in-4°. – Concerne l’érection du Plan en commune particulière.
- [collectif] sous la dir. d'Edouard Baratier, Georges Duby, Ernest Hildesheimer, Atlas historique… Provence, Comtat Venaissin, principauté d’Orange, comté de Nice, principauté de Monaco, Paris : A. Colin, 1969, 224 pages et 326 cartes. Autre variante du titre : Atlas Belfram.
- [collectif], L’Huile d’olive des Mées, Barras : Éditions Terradou, 1990, 55 pages.
- [collectif], Les Mées : un pays qui ne manque pas d’air, Oraison : Impression 04, 1994, 27 pages.
- Jean-Jacques Esmieu (1754-1821), Notice historique et statistique de la ville des Mées, Digne : J.-A. Farjon, 1803, 603 pages. Réédité sous le titre : Notice de la ville des Mées (Marseille : J. Laffitte, 1977) [lire en ligne].
- Jean-Joseph-Maxime Feraud (1810-1897), Les Mées, in Annales des Basses-Alpes, tome 6 (1843-1844), p. 222-227, étude extraite de la Géographie historique et biographique… des Basses-Alpes, du même auteur.
- Marie-Claude Homet, Un tableau de Michel Serre à l’église paroissiale des Mées, in Annales de Haute-Provence, no 301, 1986, p. 157-161.
- Henri Joannet, Les Mées. Les groupes de travailleurs étrangers lors de la 2e Guerre mondiale, C'est-à-dire éditions, 2022.  (ISBN 9782918235279).
- Joseph-Marie Maurel (1852-1926), Une page d’histoire bas-alpine : mouvements insurrectionnels contre les droits réunis. – Digne : Chaspoul et Veuve Barbaroux, 1904, concerne les protestations contre l’imposition en 1813-1814, 28 pages.
- Marie Mauron (1896-1986), La Provence au coin du feu, Paris : Perrin, 1962, contient : Les Moines des Mées, p. 181-189.
- Michel Person, Les Ponts des Mées, Michel Person et les Amis des Mées, Digne : Éditions de Haute-Provence, 1993, 187 pages.
- Jean-Pierre Pinatel (1947), Les Mées. – Barbentane : Equinoxe, 1996, Collection Le Temps retrouvé, 108 pages,  (ISBN 2-84135-050-9).
- Jean-Pierre Pinatel (1947), Portrait d’une association : Les Amis des Mées, in Pays et patrimoine des Alpes de lumière, no 8, 1999, p. 21-22.
- Eugène Plauchud, Les Penitènt dei Mès = Les Pénitents des Mées, in Annales des Basses-Alpes, no 68, 1898, p. 264-273, texte en provençal avec traduction en français.
- Hélène Vésian, Les Mées : à l’ombre des Pénitents, in Haute Provence magazine, no 22, 1991, p. 9.